# Sierra de Híjar
La sierra de Híjar es una pequeña sierra del norte de España, situada entre las provincias de Cantabria y Palencia, en la parte oriental de la cordillera Cantábrica. Su cordal tiene una longitud de 24 kilómetros y sigue una dirección ONO-ESE, desde el pico Tres Mares hasta Hoyos. Sus mayores alturas se concentran en el primer sector de 18 kilómetros, hasta el collado de Somahoz. A partir de este punto la altura de la sierra va perdiendo cota hasta el Alto de Hoyos (1080 m s. n. m.). Desde el Tres Mares, y como una estribación de la sierra, se extiende hacia poniente la serrata de Peña Labra, que añade otros 2600 metros de longitud al total de la cuerda. Tiene una anchura máxima de 5,20 km, entre Peñaguda y el Sel de la Fuente, o de 9,00 km si se incluye el macizo de Valdecebollas. Su máxima elevación se encuentra en el pico Cuchillón, canchal de la Muela o peña del Pando, aunque su altitud exacta difiere según autores: 2174 m s. n. m. según la cartografía del Instituto Geográfico Nacional de España, o 2222 m según Hernández-Pacheco y otras publicaciones del mismo Instituto Geográfico Nacional.
Este sistema marca el límite entre la comarca cántabra de Campoo y la palentina de La Pernía, en Castilla y León. Es una de las estribaciones más meridionales de la cordillera Cantábrica y además es la zona más oriental de la misma en la que se superan los 2000 m de altitud, no encontrando en el norte de España altitudes más altas hasta los Pirineos.

## Toponimia
Según aparece en las últimas series cartográficas del Instituto Geográfico Nacional de España y en otras obras, se asigna con frecuencia a este sistema el nombre de «sierra de Peña Labra», especialmente en su vertiente sur, quizá porque desde esta perspectiva, la cima de Peña Labra (vértice del ángulo formado entre la sierra de Híjar y la sierra del Cordel, al norte), es la más característica del sistema, aunque no sea la más alta. Sin embargo, hay que señalar que en toda la cartografía existente anterior a la indicada, incluyendo las primeras series del mismo IGN, o las de Francisco Coello y Quesada y Pascual Madoz de 1860, se refiere a esta sierra como «sierra de Híjar». Ya en el siglo ix, la Crónica albeldense se refiere a estas montañas como «monte Iggero». Para Hernández-Pacheco, gran conocedor y estudioso de esta tierra, y que tuvo la oportunidad de conocer de primera mano la toponimia más remota, la sierra de Peña Labra no sería más que la alineación secundaria que desde el Tres Mares parte hacia el oeste para culminar en Peña Labra, y en realidad, la continuación orográfica natural de la sierra del Cordel.

### Etimología
La etimología de «Híjar» es incierta, a pesar de que este topónimo aparece en otros lugares de Teruel, Granada y Albacete a los que Julián Aydillo y Madoz atribuyen un étimo arábigo con significado de «altura rocosa».
Pero la escasa penetración musulmana en estos valles hace poco probable esta explicación. Otros autores le dan a esta palabra un origen indoeuropeo arcaico, una voz con la que referirse a las corrientes fluviales o a alguna de sus características; pero no se halla esta raíz en ningún otro río de la región (salvo quizá, el Izarilla). Otra posibilidad señala a la palabra «guijar», o lugar donde abundan los guijos o «piedras afiladas», del latín petra aquilea, «piedra aguda», derivado de aculĕus, «aguijón». Lo cierto es que en el transcurso del río y en la sierra misma de la que baja hay gran abundancia de «piedras agudas», especialmente en su nacimiento al pie del Cuchillón (el canchal de la Muela), y en su tramo superior hasta Riaño, pegado a los precipicios de Peña Aguda. Existen además otros topónimos en la zona que parecen confirmar esta opción, como el cueto Hiján, pico de aspecto afilado, o el cueto de la Aijada (una aijada es una vara de avellano, muy abundante en esta sierra, con la punta terminada en un aguijón con la que se conduce a las vacas). Parecido origen parece tener el nombre de «Cabeza Lijar», en la sierra de Guadarrama (cabeza del hijar-guijar).

## Orografía

### Principales alturas

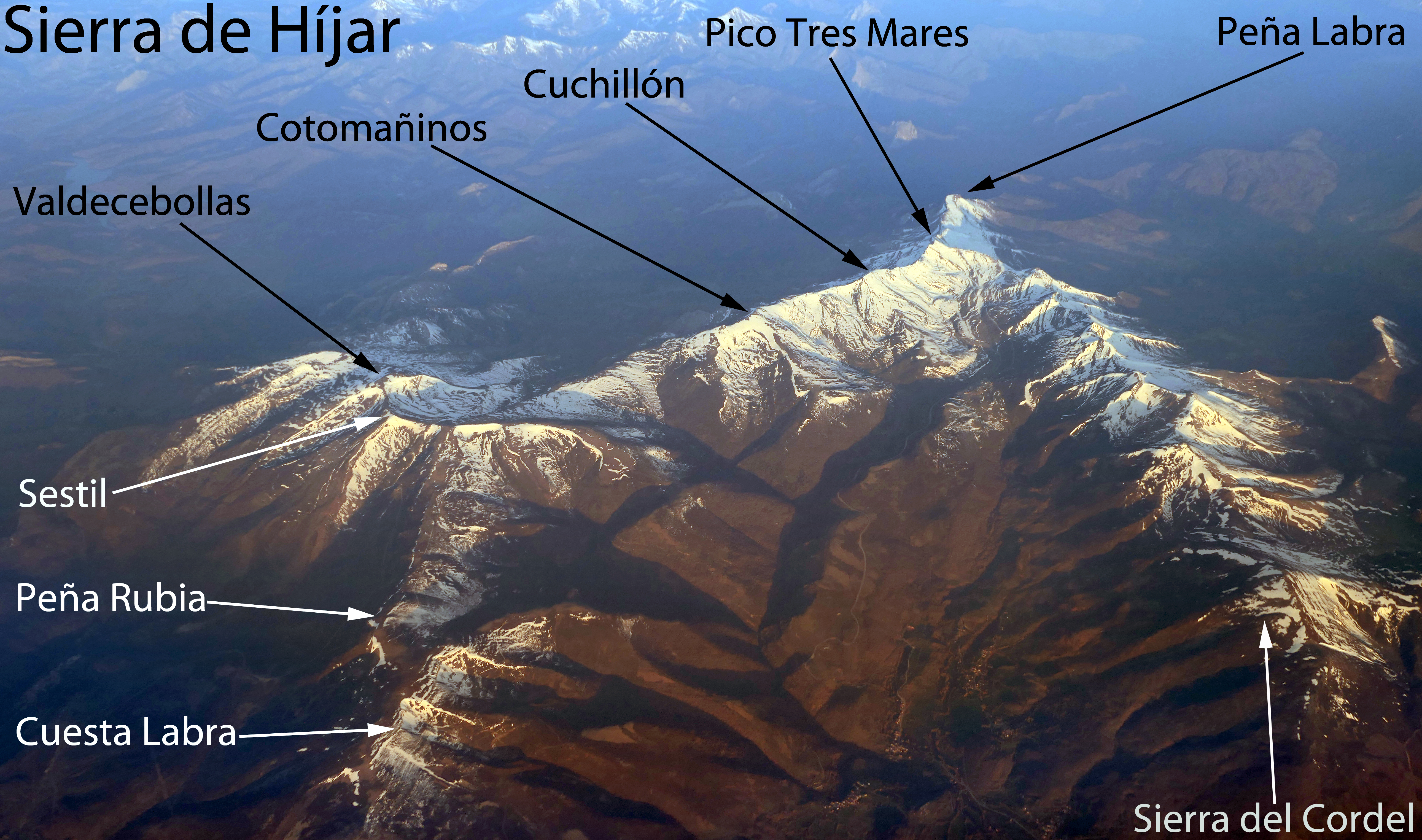
Vista aérea de la sierra de Híjar con las cumbres rotuladas.

En el sector central, entre el Tres Mares y Cueto Mañin, se concentran las cotas más altas. El sector occidental, constituido por el largo lomo de la serrata de Peña Labra, solo baja en toda su longitud de la cota 1970 en el Portillo de Juan Clara, punto de acceso a la cumbre desde Polaciones. El sector oriental se extiende desde el Sestil hasta el Alto de Hoyos, es el más bajo y recibe el nombre de Cinto de la Hermandad. El sector de Valdecebollas parte hacia el S desde el Sestil
Es el único sistema, dentro de la península ibérica, en el que nacen ríos que vierten sus aguas a más de dos mares.
Además de la altitud sobre el nivel del mar, se recoge también la prominencia —desnivel mínimo que hay que descender desde la cumbre para ascender a otra más alta— que da idea de la relativa suavidad de todo la alineación: cuanto más prominente es una montaña más destacará entre las que la rodean, con independencia de su altitud El pico padre es la cumbre más alta respecto a la que se mide la prominencia, considerando como tales las que tengan una prominencia mínima de 30 m.
| Nombre                        | V.G. | Altitud (msnm) | Prominencia (m) | Pico padre      | Coordenadas                                         | Notas |
| ----------------------------- | ---- | -------------- | --------------- | --------------- | --------------------------------------------------- | --- |
| Peña Labra                    |      | 2029           | 66              | Pico Tres Mares | 43°02′44″N 4°25′55″O / 43.04556, -4.43194           | En su cumbre hay un vértice geodésico de primer orden. Culmina con una característica forma de meseta, que se une al collado de la Fuente del Chivo mediante una larga divisoria de 2000 m. |
| Pico Tres Mares               |      | 2171           | 119             | Cuchillón       | 43°02′16″N 4°24′14″O / 43.03778, -4.40389           | Forma con el pico y collado anteriores el vértice del ángulo formado por las sierras de Híjar y Cordel. En la cima hay un mirador de obra a modo de terraza.                                |
| Las Hoyas                     |      | 2106           | 54              | Pico Tres Mares | 43°01′50″N 4°23′39″O / 43.03056, -4.39417           | Pequeña prominencia separada del Tres Mares por el collado de los Asnos. |
| Cuchillón                     |      | 2174 (2222)    |                 |                 | 43°01′36″N 4°23′27″O / 43.02667, -4.39083           | Es la máxima altura de la sierra; recibe también los nombres de Canchal de la Muela, o Peña del Pando, por la forma llana de su cumbre.                                                     |
| Cotomañinos o Guzmerones      |      | 2144           | 79              | Cuchillón       | 43°00′35″N 4°22′42″O / 43.00972, -4.37833           | Entre este y el anterior se forma la cuenca glaciar de Hoyo Sacro y Guzmerones. |
| Cueto Mañín                   |      | 2122           | 35              | Cotomañinos     | 43°00′19″N 4°22′28″O / 43.00528, -4.37444           | En su ladera sur se levanta la mole caliza de la Peña de las Agujas. |
| Sestil                        |      | 2062           | 23              | Sestil Alto     | 42°58′20″N 4°20′53″O / 42.97222, -4.34806           | Entre este y Cueto Mañín se extiende el gran collado del Sel de la Fuente. |
| Sestil Alto                   |      | 2103           | 51              | Valdecebollas   | 42°57′59.64″N 4°21′14.56″O / 42.9665667, -4.3540444 | Pequeña cumbre situada entre la alineación principal y el Valdecebollas |
| Valdecebollas                 |      | 2143           | 286             | Cuchillón       | 42°58′00″N 4°21′54″O / 42.96667, -4.36500           | Es una estribación al sur de la línea principal de la sierra. |
| Peña Rubia                    |      | 1937           | 60              | Valdecebollas   | 42°57′58″N 4°18′00″O / 42.96611, -4.30000           | Forma con Peñastía una prolongada crestería que cierra por el norte el circo de Honcamesa, nacimiento del Camesa.                                                                           |
| Cuesta Labra o peñas Majudeco |      | 1951           | 43              | Peña Rubia      | 42°58′00″N 4°16′55″O / 42.96667, -4.28194           | En su ladera norte se encuentran las cuencas glaciares de Bucer y Vitor. Se une al E con Peña Ensillada para llegar al collado de Somahoz.                                                  |

### Estribaciones
Desde la altura aproximada del Sestil, con dirección sur y separado de la sierra por el collado del Sel de la Fuente, se extiende el contrafuerte del macizo de Valdecebollas, o nudo orográfico de La Cebollera. La altura máxima de este macizo es el pico Valdecebollas (2143 m), y entre el mismo y la sierra de Híjar se encuentra el complejo de cuencas glaciares de Valdecebollas-Sel de la Fuente-Covarrés. De este circo procede el agua que tras sumirse en el Sel y reaparecer en la cueva del Cobre, forma el río Pisuerga.
Además de este macizo, y según se ha señalado en la introducción, la serrata de Peña Labra puede asimismo considerarse como una estribación del cordal principal, o de la convergente sierra del Cordel, unida a la de Híjar por el collado de la Fuente del Chivo. Dicha serrata se extiende hacia el O desde este mismo collado.

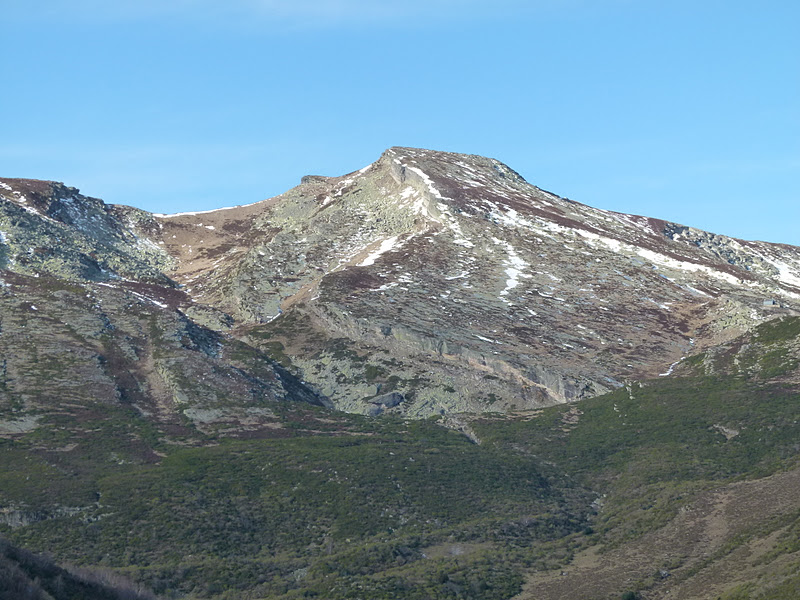
El Cuchillón, el techo de la sierra de Híjar
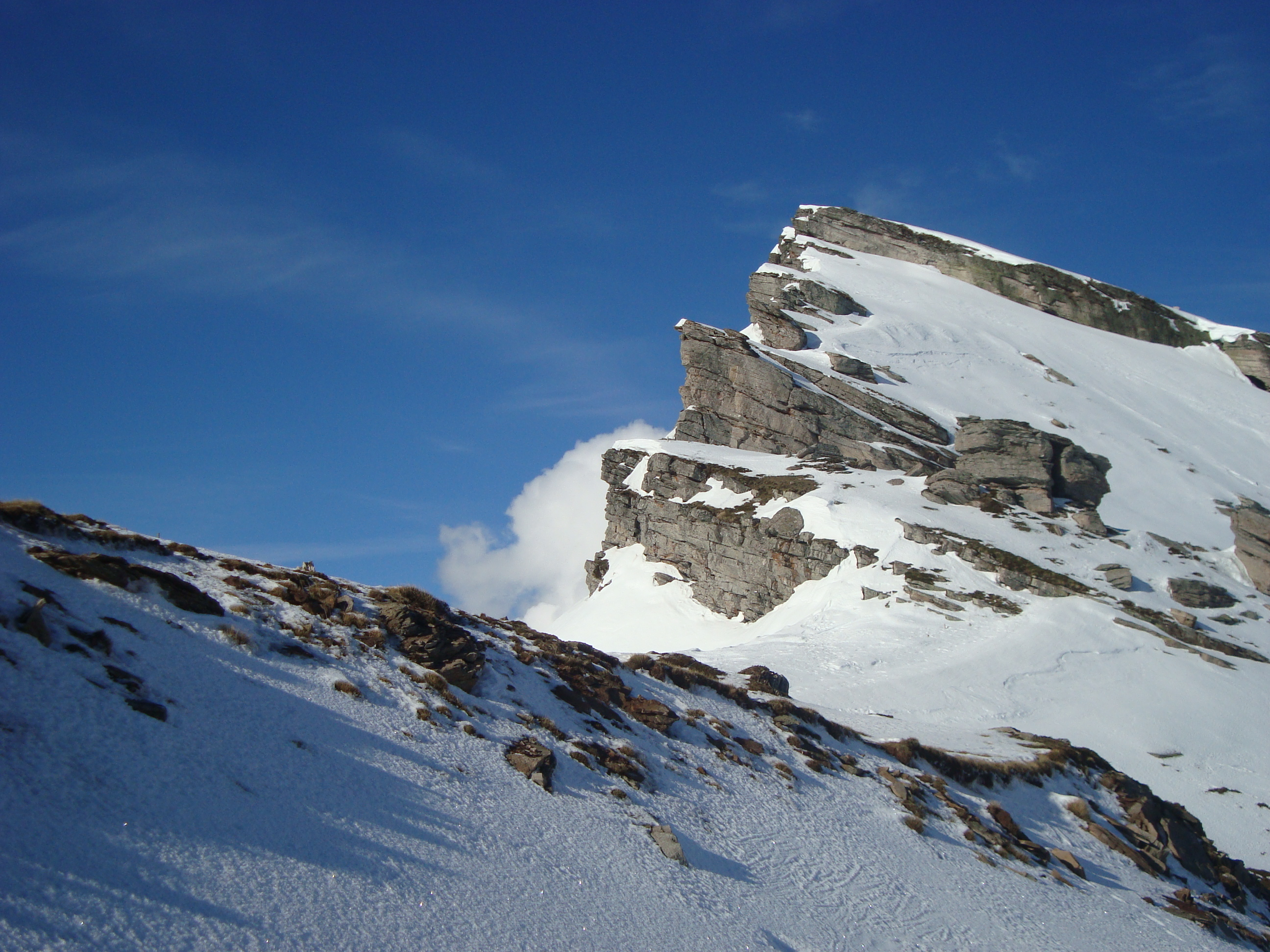
Pico Tres Mares, una de las cumbres más conocidas de la cordillera Cantábrica
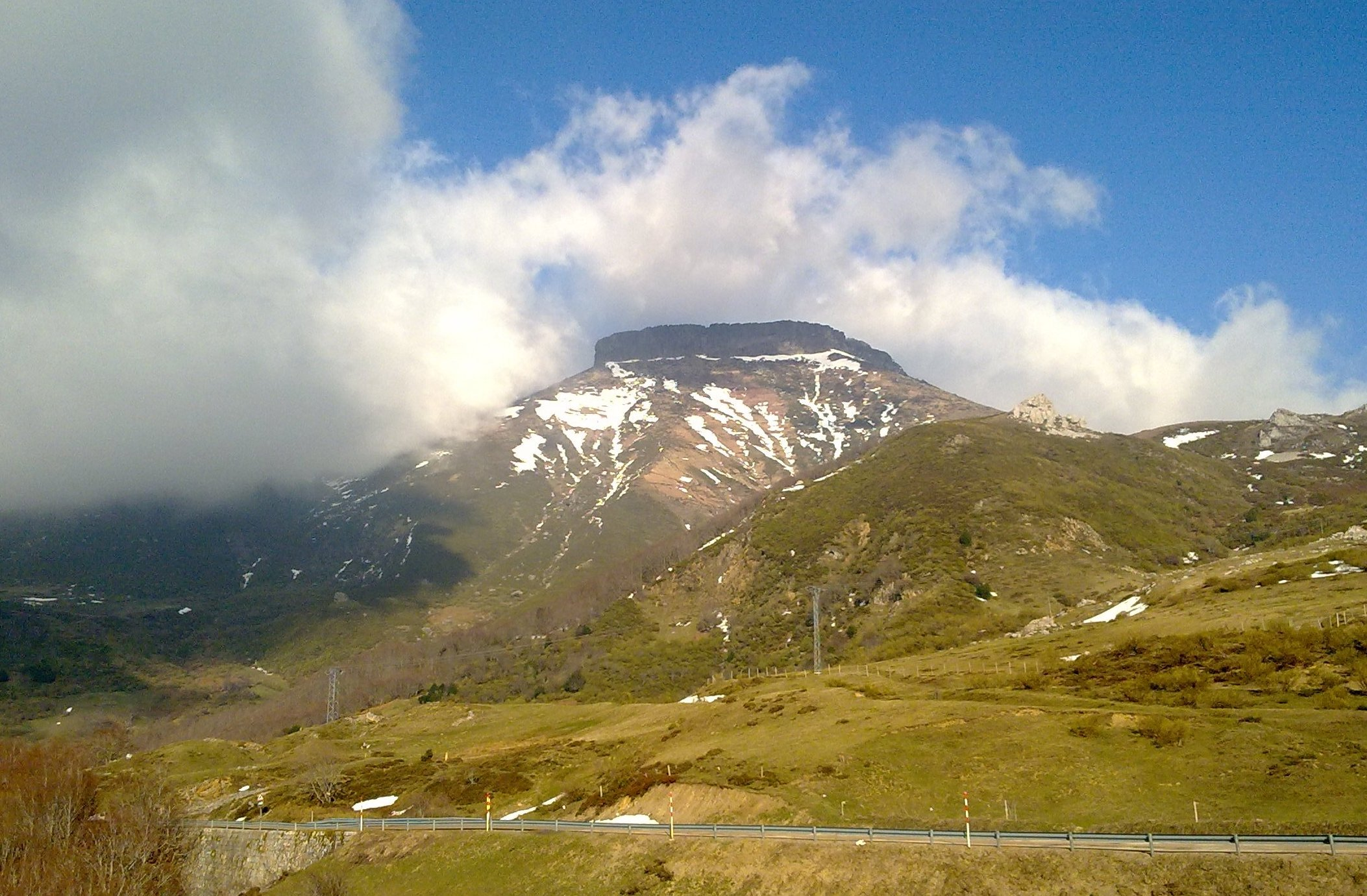
Peña Labra, una de las principales eminencias del sistema, y que ha propiciado que algunos cartógrafos hayan denominado a la sierra de Híjar como sierra de Peña Labra.
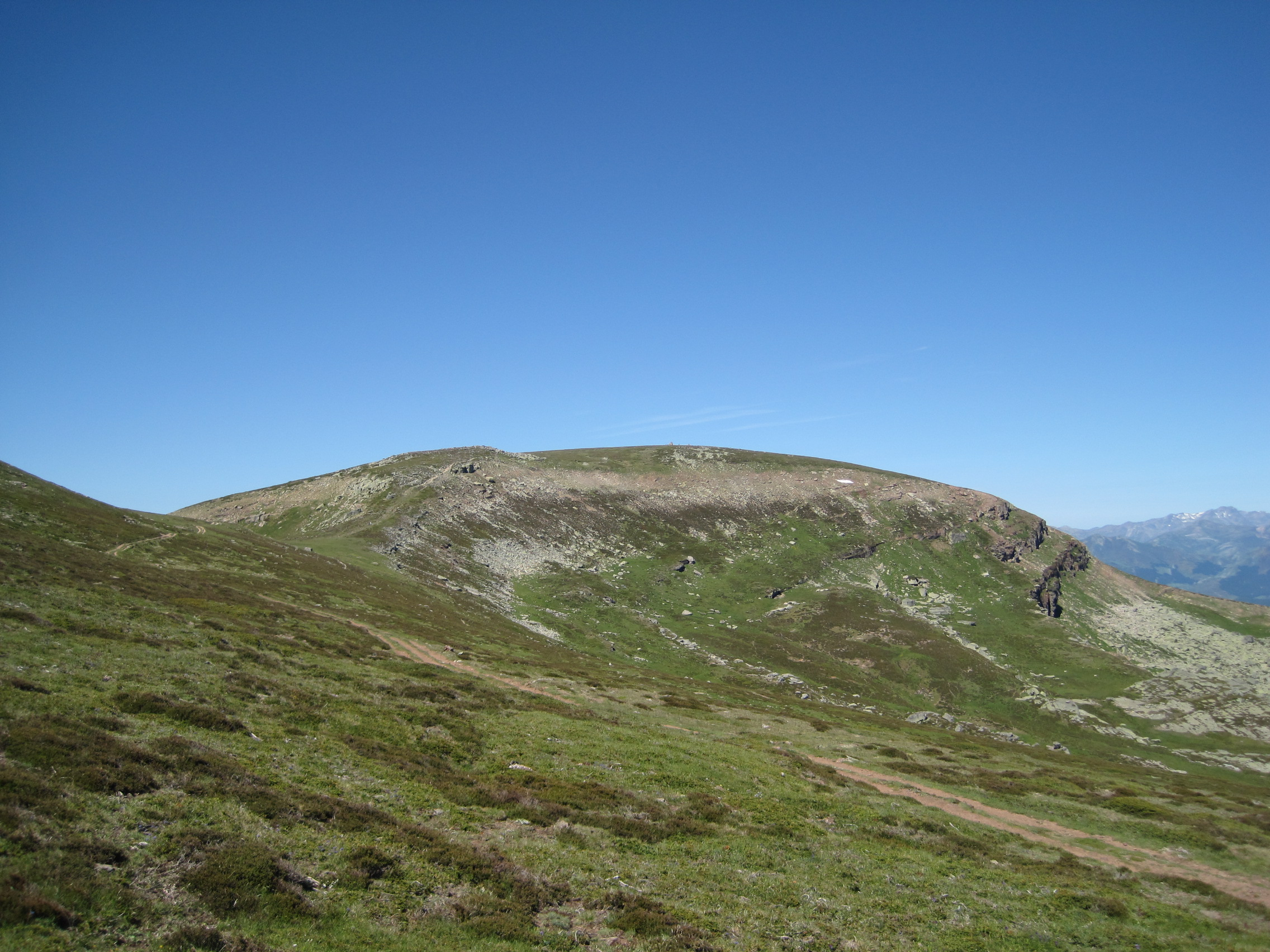
El Valdecebollas (2143 m), en un cordal transversal
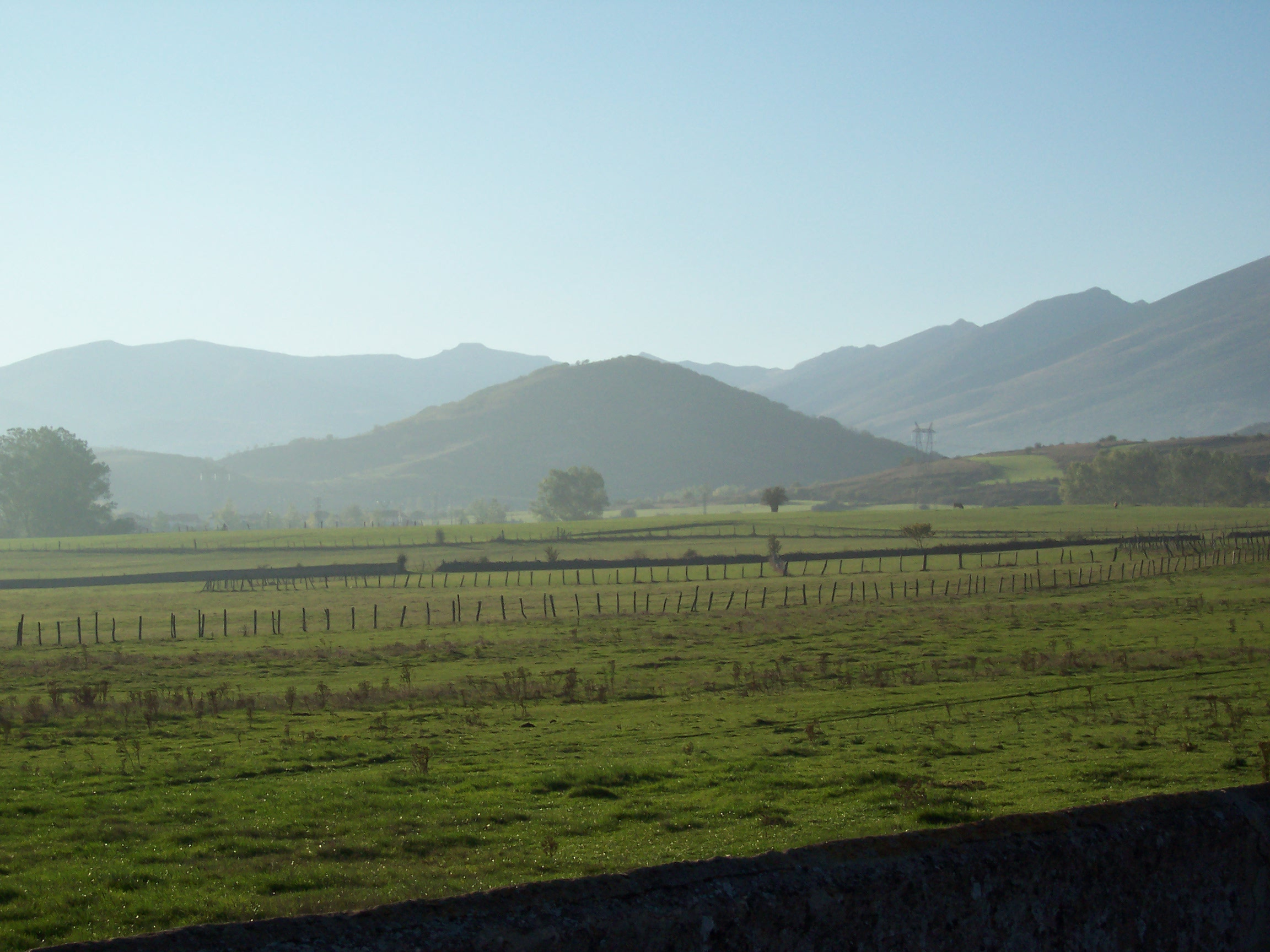
Sierra de Híjar (izda.) desde Reinosa, destacando el Cuchillón como cumbre más alta. Tapando la unión de las sierras de Híjar y del Cordel (dcha.), la Guariza, mole caliza por donde se filtra el río Híjar.
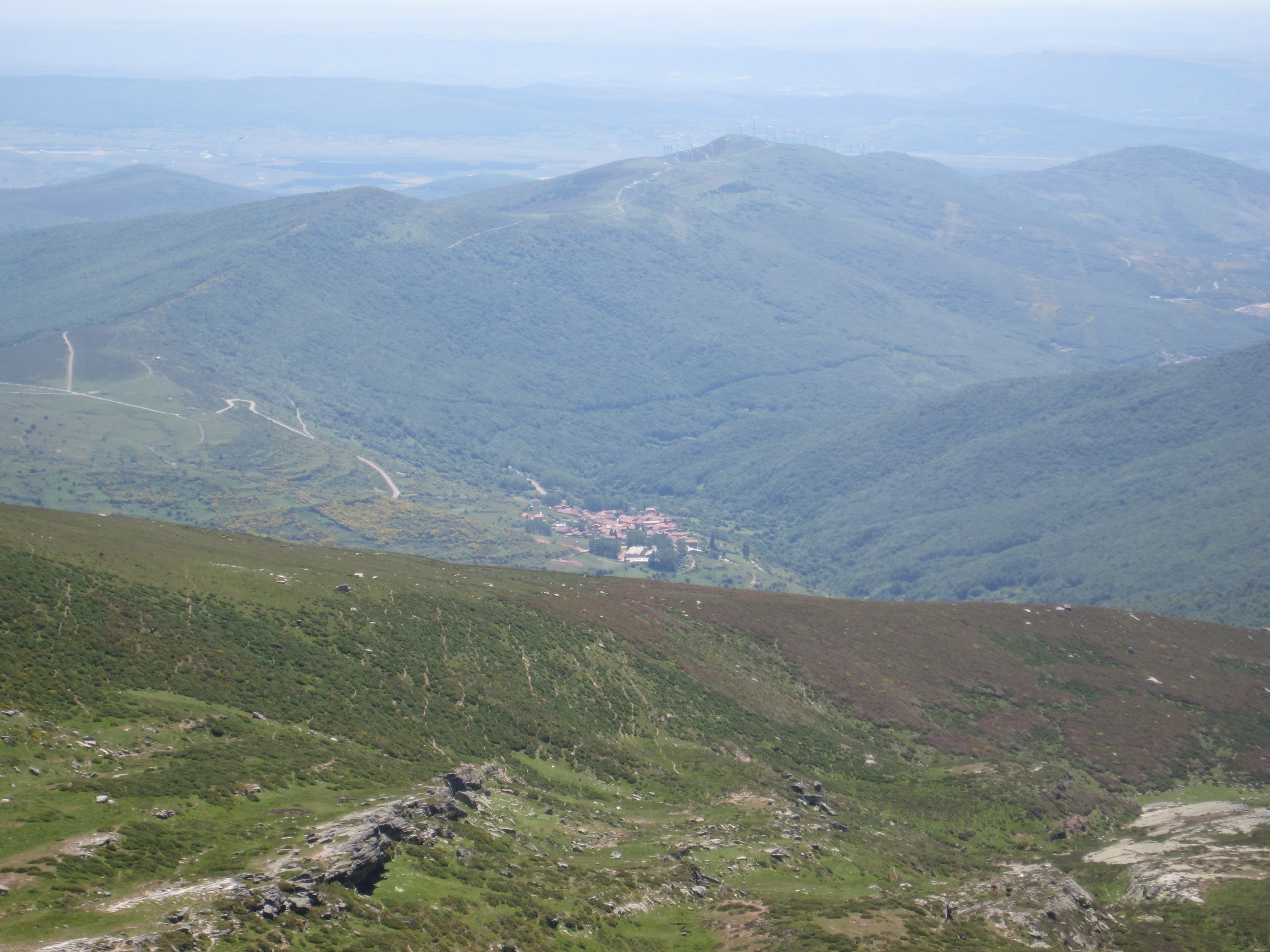
Brañosera desde el macizo de Valdecebollas, con la meseta castellana al fondo.

## Geología e hidrología

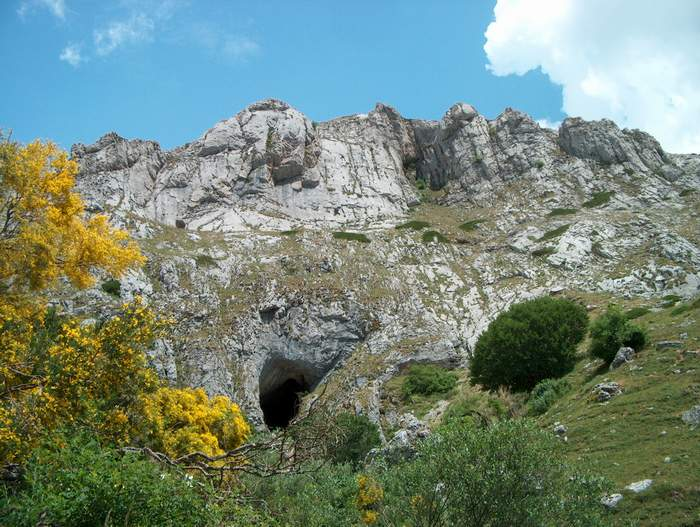
Calizas de la cueva del Cobre, desagüe del Sel de la Fuente.

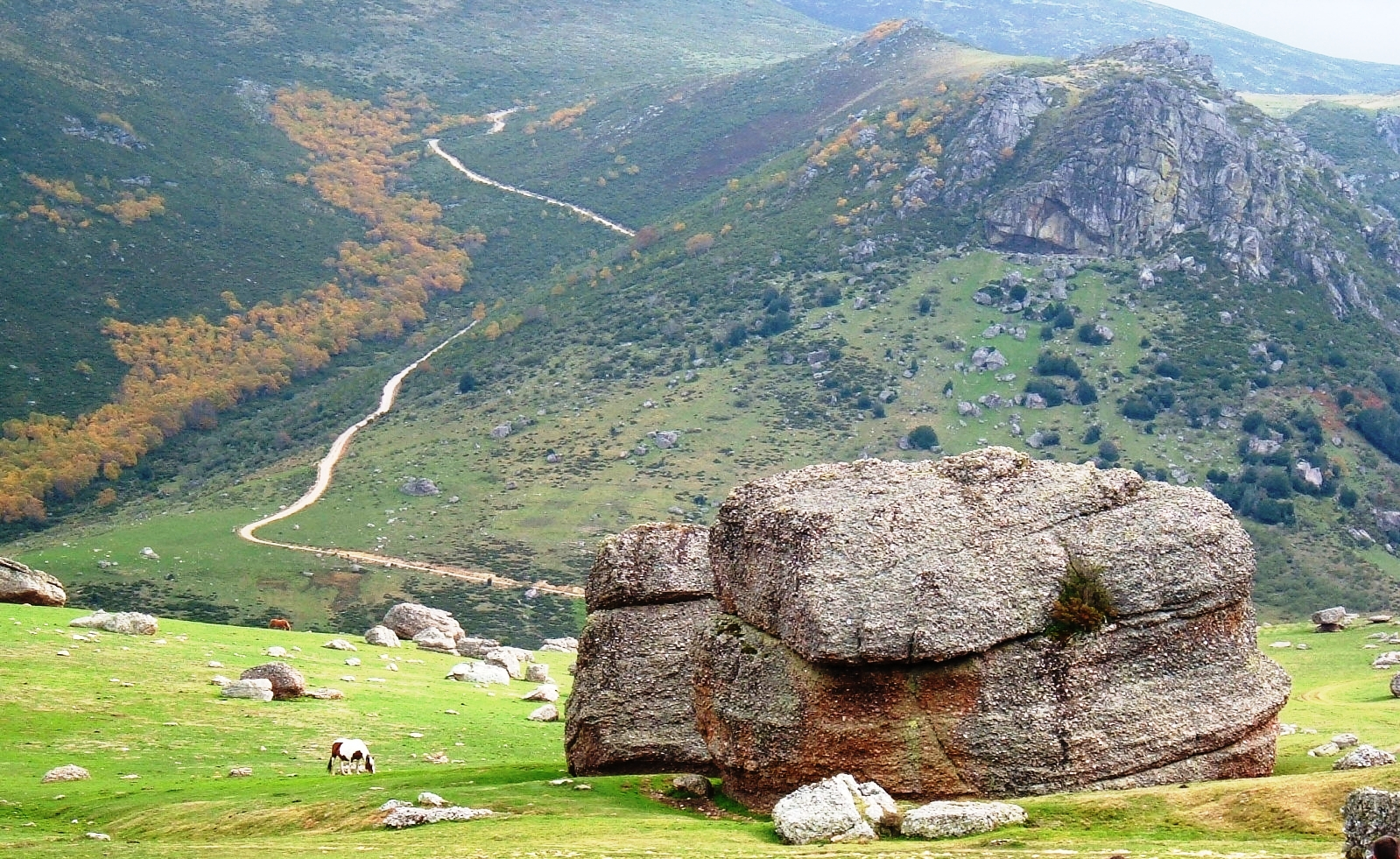
Bloques erráticos de conglomerado de origen glaciar.

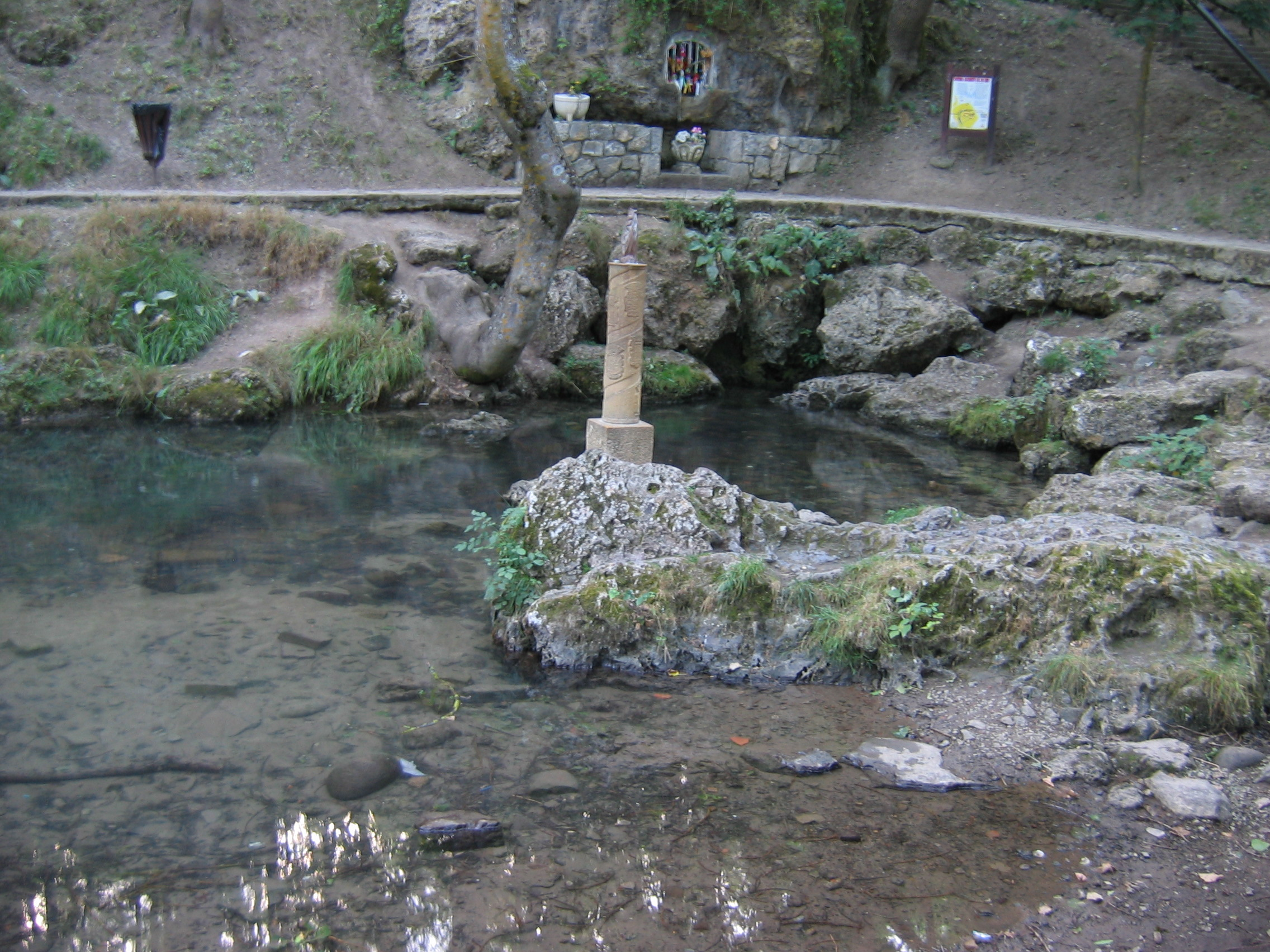
El Híjar resurge en Fontibre, entre carniolas calizas del Triásico.

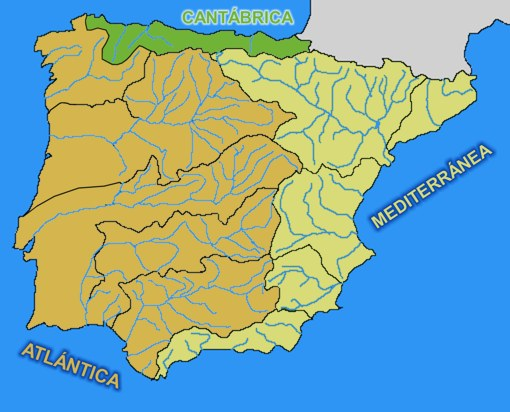
El Tres mares, en la intersección de las cuencas hidrográficas ibéricas.

La vertiente septentrional presenta un buzamiento — inclinación — menos abrupto que los precipicios que forman la falla inversa de la divisoria hacia el S.
El material más abundante de esta sierra lo constituyen los conglomerados triásicos de las alturas y las margas abigarradas del grupo keuper de los valles. Este material recubre las capas inferiores de areniscas, pizarras y calizas del Carbonífero, que afloran en puntos concretos, en ocasiones abruptamente, como las moles calcáreas de la Peña de las Agujas, los riscos del Sel de la Fuente, o los cerros de caliza jurásica de la Guariza, donde se sume la mayor parte del río Híjar.
En la vertiente meridional se encuentra una importante cuenca sedimentaria con yacimientos carboníferos que han sido objeto de explotación hasta el año 2005. Dicha cuenca está partida en dos subsectores: el oriental, o de Barruelo de Santullán, con unas reservas de hulla que podrían superar las 75 millones de toneladas dispuestas en 16 capas de una profundidad total de 600 metros, y el sector de Los Redondos, en torno a Santa María, donde predomina la antracita de origen continental.
Uno de los fenómenos más característicos de este macizo es el desarrollo de un notable glaciarismo durante el periodo cuaternario. En estas sierras hay más de una decena de cuencas glaciares formadas entre los 70 000 y 18 000 años A.P. Son glaciares de tipo alpino, con el característico circo de acumulación y la lengua de transporte de los materiales arrancados por la erosión (en alguno de ellos esta lengua de arrastre es inexistente). La toponimia es bastante expresiva en este aspecto: Cuenca Vitor, Cuenca Bucer, Cuenca de Aviones, Cuenca Pepe, Hoyo Sacro... El circo del Gulatrapa, en la vertiente N es una de las más interesantes, pues en él se concentran además de las mencionadas cuencas de Aviones y Cuencapepe, la cuenca de Guarabedul y el Hoyo. Bucer y Vitor son dos pequeños circos, los últimos de la Sierra hacia el E, perfectamente identificables desde los pueblos que baña el río Híjar, mientras que las cuencas Peñalrostro, Hoyo Sacro y Pidruecos quedan al O, ocultas de la parte baja del valle por la loma central de El Brañizo-Juan Fría-Peña Aguda.
En la vertiente S, y apoyado en el contrafuerte del Valdecebollas se halla un complejo glaciar de gran interés, formado por las cuencas de Covarrés, Sel de la Fuente, Valdecebollas, Canalejas y Honcamesa, entre otras de menor tamaño.
Esta sierra posee además un eminente interés hidrológico e hidrogeológico: en las faldas y estribaciones del pico Tres Mares nacen tres corrientes fluviales, y cada una desagua por una cuenca distinta, de manera que sus cauces llegan a tres mares diferentes. De ahí el nombre de la montaña. Estos ríos, y a la vista de la cartografía del Instituto Geográfico Nacional son:
- El río Nansa, que desemboca en el mar Cantábrico.
- El Pisuerga, que es afluente del río Duero, el cual desemboca en el océano Atlántico.
- El río Híjar (hacia el sureste), origen del río Ebro que desemboca en el mar Mediterráneo.[4]

No menos interesante resulta el estudio de las fuentes de dos de estos ríos — dos de los ríos más importantes de España — como ejemplos de fenómenos kársticos: El Pisuerga tiene su origen en el circo glaciar del Sel de la Fuente, y tras un breve recorrido se sume en una sima caliza para reaparecer algunos kilómetros más abajo en la cueva del Cobre. Este sistema de cierta complejidad, con abundancia de sifones, torcas y simas, ha sido ampliamente estudiado y explorado desde mediados del siglo xix, aunque la conexión entre la cima del Sel y la cueva del Cobre no fue verificada espeleológicamente hasta el año 2010.
Por otra parte, en el circo de Pidruecos y Calgosa nace el río Híjar, que al llegar a Paracuelles ve detenido su paso por las calizas de La Guariza, por lo que su caudal se filtra por el terreno poroso para reaparecer en Fontibre con el nombre de Ebro.

## Clima

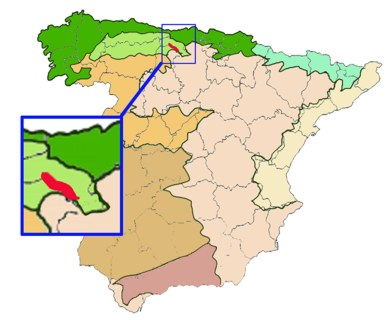
Situación de la sierra de Híjar y su función de barrera en las regiones biogeográficas ibéricas.

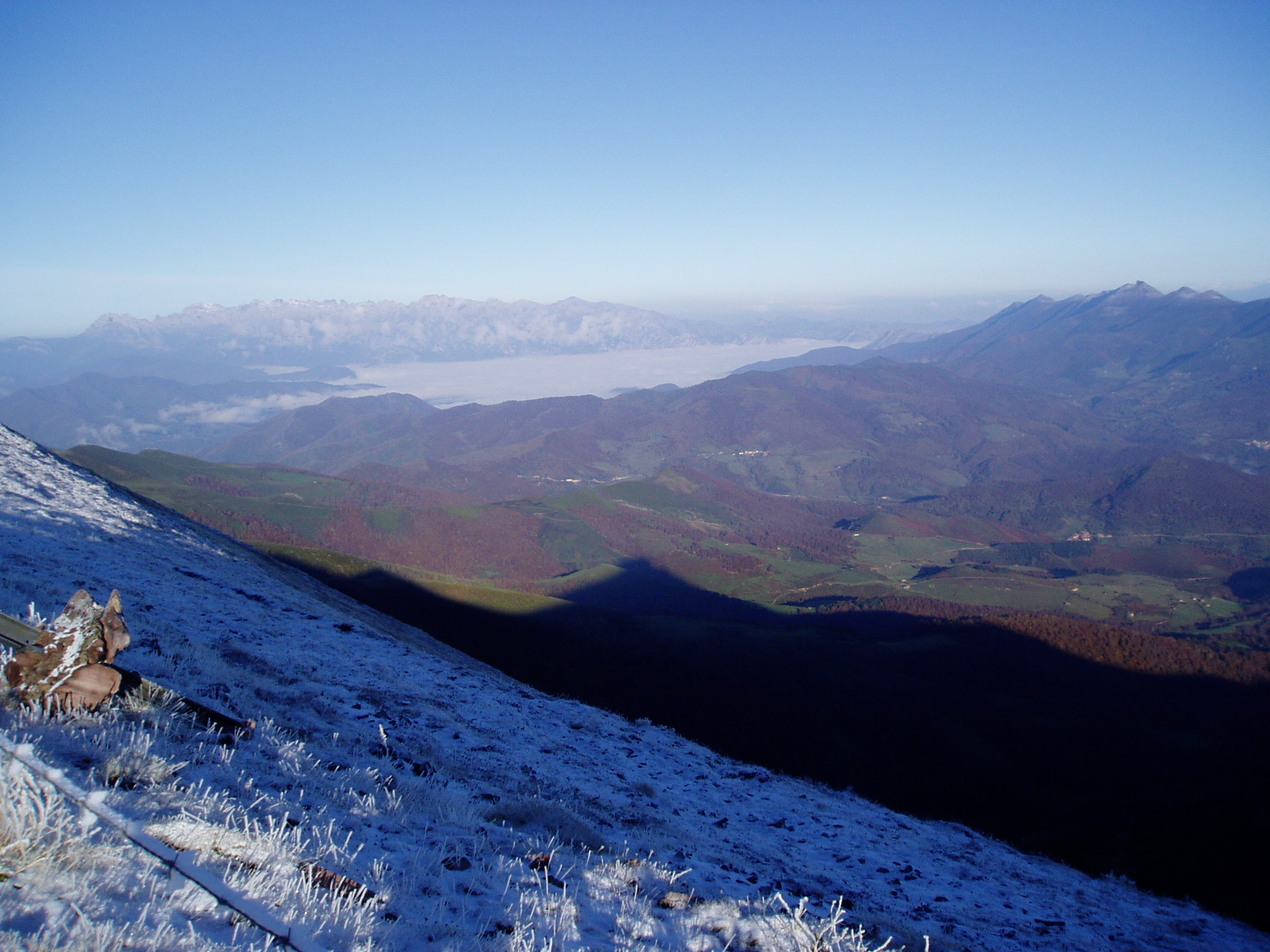
La montaña para el aire frío del N y retiene las nieblas en el valle.

Esta sierra marca la zona de transición entre las regiones biogeográficas mediterránea y eurosiberiana. Al norte queda la «España Húmeda», mientras que en el S comienza el clima mesetario castellano. La principal característica de la región eurosiberiana, en la que está casi toda esta montaña, es la ausencia de periodos prolongados de sequía y el predominio de especies arbóreas caducifolias, como el haya o el roble. En esta zona las precipitaciones son frecuentes y la influencia oceánica mitiga los contrastes de temperatura estacional extremos. Los robles y las hayas han sido muy abundantes particularmente en la vertiente norte, en la que se formaron grandes manchas forestales desde el pie de monte hasta superar los 1500 m s. n. m. Sin embargo, la deforestación destinada a la obtención de prados de diente y siega ha reducido considerablemente estos bosques, principalmente en las llanadas del valle del Híjar.
En la vertiente meridional, al abrigo de las masas de aire húmedo proveniente del mar, y de manera especial en el valle Valdeolea, se perciben las primeras manifestaciones del clima mediterráneo, como la presencia de la encina carrasca, y de la sabina negral. En este lado de la divisoria son más abundantes las afloraciones cálcicas que filtran el agua, con lo que los estiajes se hacen más acusados que en el norte.
Dentro de la región eurosiberiana, las peculiares características de altitud y composición del suelo y la exposición al influjo del clima oceánico y mediterráneo, confiere a esta sierra peculiaridades propias de lo que se ha venido a llamar provincia orocantábrica.
La temperatura media durante el verano en los valles de ambas vertientes apenas llega a los 18 °C, y la media invernal es de 3 °C para los valles septentrionales y de 4,5 °C para los meridionales. Tiene un régimen pluviométrico elevado, con casi 140 días de precipitaciones al año. Así mismo la media anual de días de nieve se acerca a los 32, aunque esta cifra ha disminuido algo en las últimas décadas del siglo xx. Los temporales de nieve más fuertes se producen entre febrero y marzo.
En la divisoria el clima es mucho más riguroso y la nieve caída en el invierno permanece en neveros hasta muy entrada la primavera.
La serie estadística climatológica más larga de la que se tienen registros, es la elaborada por Juan Francisco Hernández González-Orejón en el observatorio de Reinosa entre los años 1911 y 1975. De sus observaciones y anotaciones se concluye que durante esos 65 años, el clima campurriano ha experimentado periodos cálidos y fríos. Entre los primeros, destaca el intervalo 1920-39, en el que se registró una notable elevación de temperaturas medias, con muchos días estivales que sobrepasaron los 35º. Los periodos fríos se han caracterizado por intensos temporales de nieve, que en las calles de Reinosa llegaron a acumular más dos metros de este meteoro. Entre ellos, sobresalen las nevadas de marzo de 1917, y de los inviernos de 1953, 1954 y 1956, correspondientes estos últimos a la década más fría del siglo. La media de días de nieve para este periodo es de 36, aunque en 1917 se alcanzaron los 62, mientras que en 1959 y 1961, solo se registraron 16 días de innivación.
|                         | Ene   | Feb   | Mar  | Abr  | May  | Jun  | Jul  | Ago  | Sep  | Oct  | Nov  | Dic  | Anual |
| Temperatura máxima (°C) | 13,8  | 15,4  | 18,8 | 21,4 | 25,0 | 28,9 | 31,6 | 31,8 | 28,5 | 23,1 | 16,9 | 13,2 | 22,4  |
| Temperatura mínima (°C) | -10,4 | -10,3 | -5,5 | -2,6 | -0,8 | 3,0  | 3,9  | 4,2  | 2,1  | -1,4 | -5,0 | -7,9 | -2,6  |
| Temperatura media (°C)  | 2,2   | 3,0   | 6,0  | 7,8  | 10,3 | 13,8 | 15,7 | 15,9 | 14,1 | 10,0 | 6,0  | 3,1  | 9,0   |
| Precipitación (mm)      | 134   | 115   | 78   | 76   | 73   | 62   | 35   | 32   | 65   | 88   | 99   | 124  | 981   |

|                         | Ene   | Feb   | Mar  | Abr  | May  | Jun  | Jul  | Ago  | Sep  | Oct  | Nov  | Dic   | Anual |
| Temperatura máxima (°C) | 12,9  | 13,7  | 18,3 | 23,3 | 28,4 | 32,9 | 34,7 | 34,1 | 31,2 | 25,4 | 18,6 | 12,1  | 23,8  |
| Temperatura mínima (°C) | -10,3 | -10,8 | -9,4 | -6,3 | -2,1 | -1,0 | 1,8  | 2,1  | 0,6  | -2,9 | -8,8 | -13,1 | -5,0  |
| Temperatura media (°C)  | 1,9   | 2,0   | 4,3  | 7,1  | 11,2 | 14,9 | 18,1 | 17,4 | 14,8 | 10,8 | 4,8  | 0,6   | 9,0   |
| Precipitación (mm)      | 95    | 95    | 84   | 59   | 62   | 47   | 18   | 30   | 57   | 83   | 140  | 76    | 846   |

## Flora y fauna
Esta sierra forma parte de las Zonas de Especial Protección para las Aves ES0000250 y ES4140011, y está catalogada como Lugar de Importancia Comunitaria ES4140011, ES1300021 y ES1300014.
La sierra de Híjar acoge a especies en peligro crítico de extinción, como el oso pardo europeo (Ursus arctos arctos), con una exigua población que marca el límite oriental de su distribución peninsular; el urogallo (Tetrao urogallus), a pesar de que hace ya años desde que no se publica ninguna cita; o la prímula cantábrica (Androsace cantabrica), endemismo de esta sierra del que quedan ya muy pocos individuos.
A continuación se presenta una relación no exhaustiva de algunas de las especies animales y vegetales que habitan estos montes:

### Flora

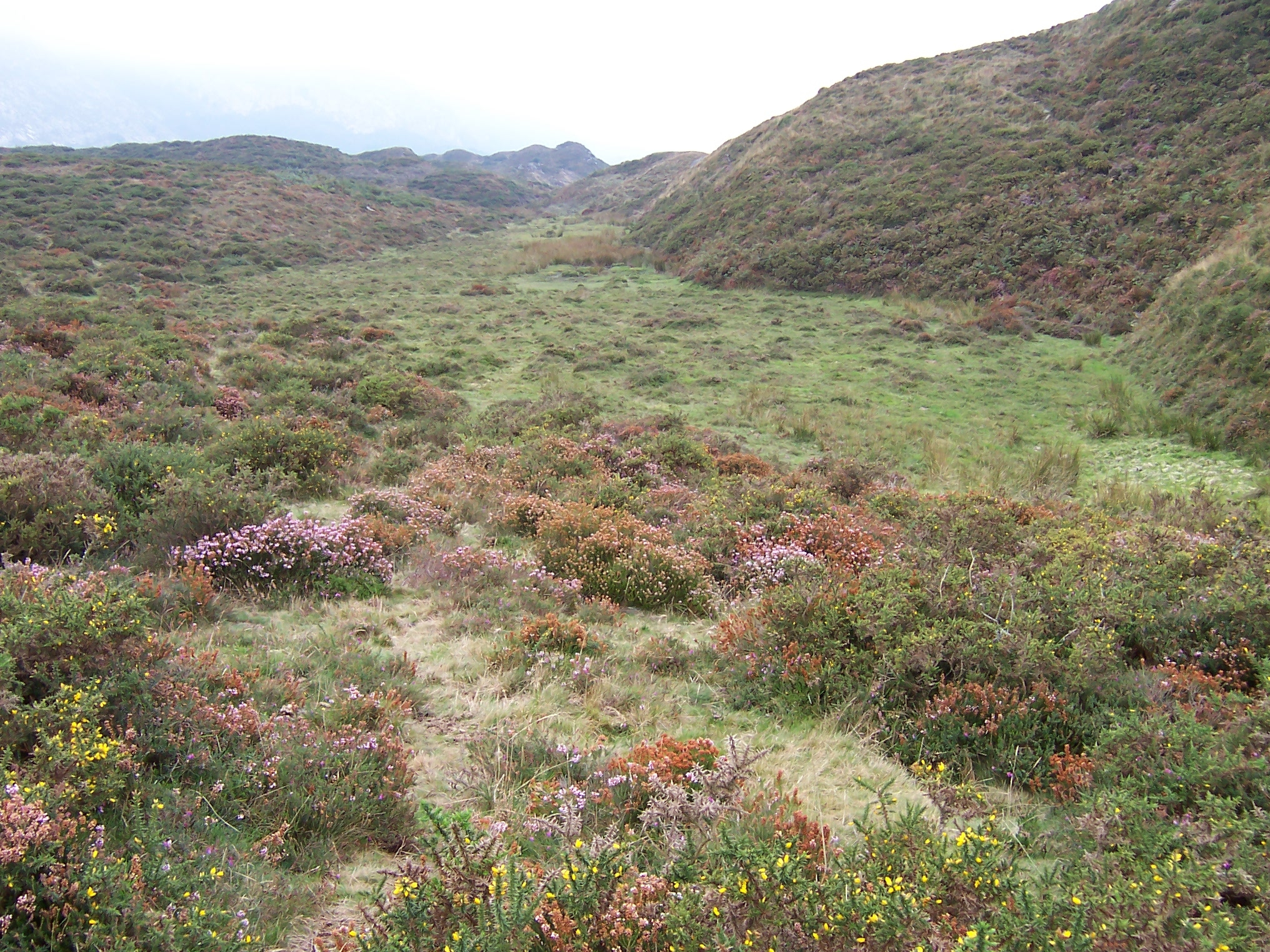
Típico tapiz de Calluna vulgaris.

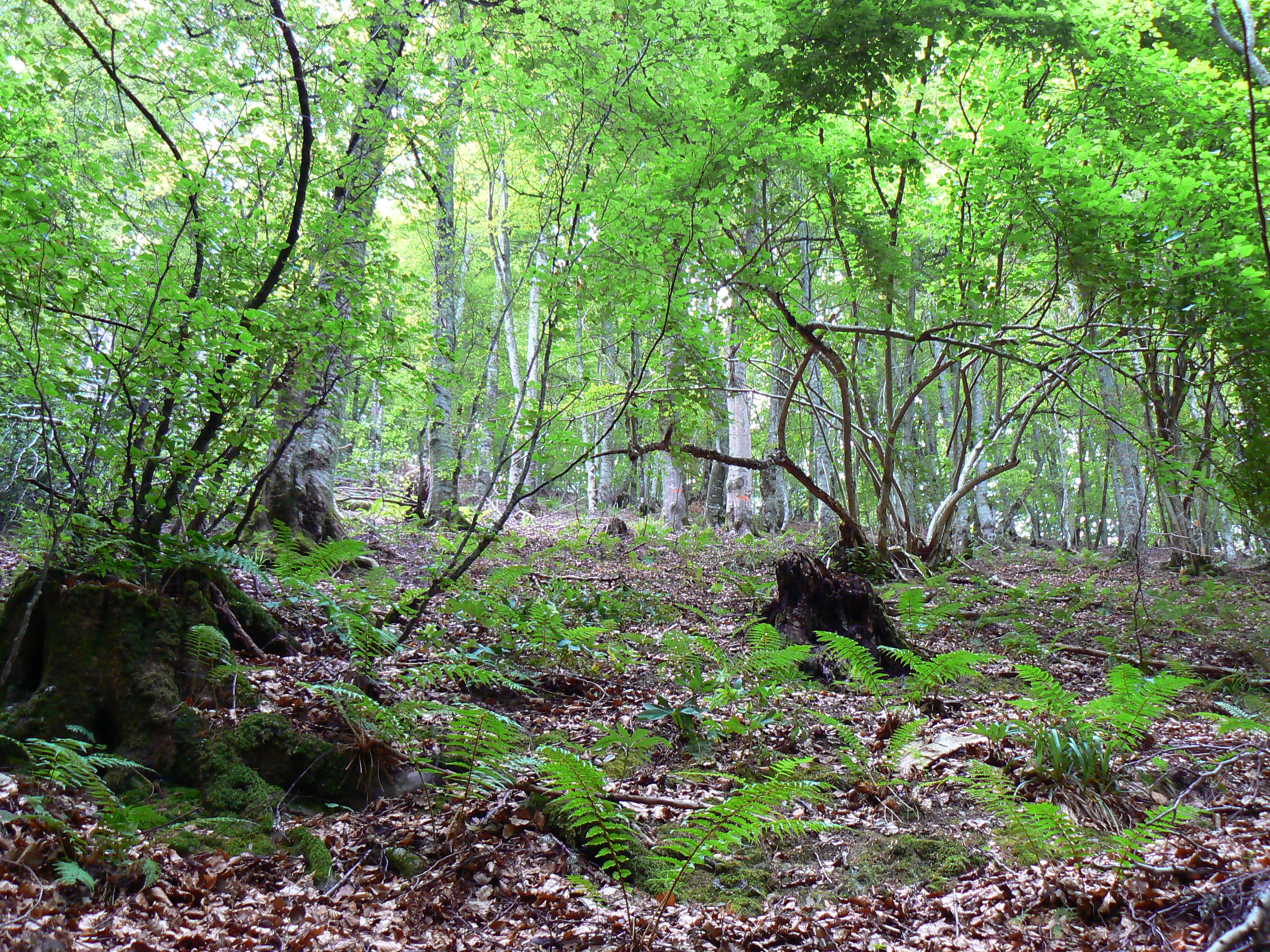
Hayedo.

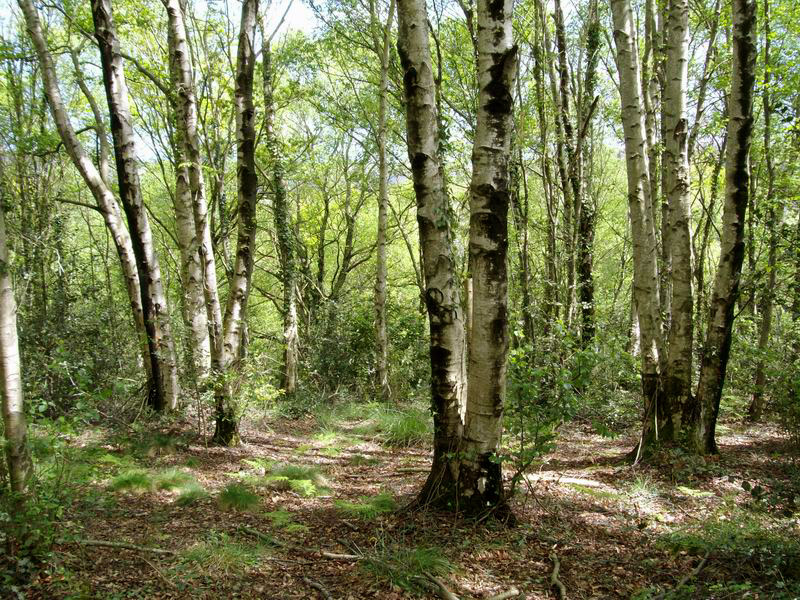
Abedular.

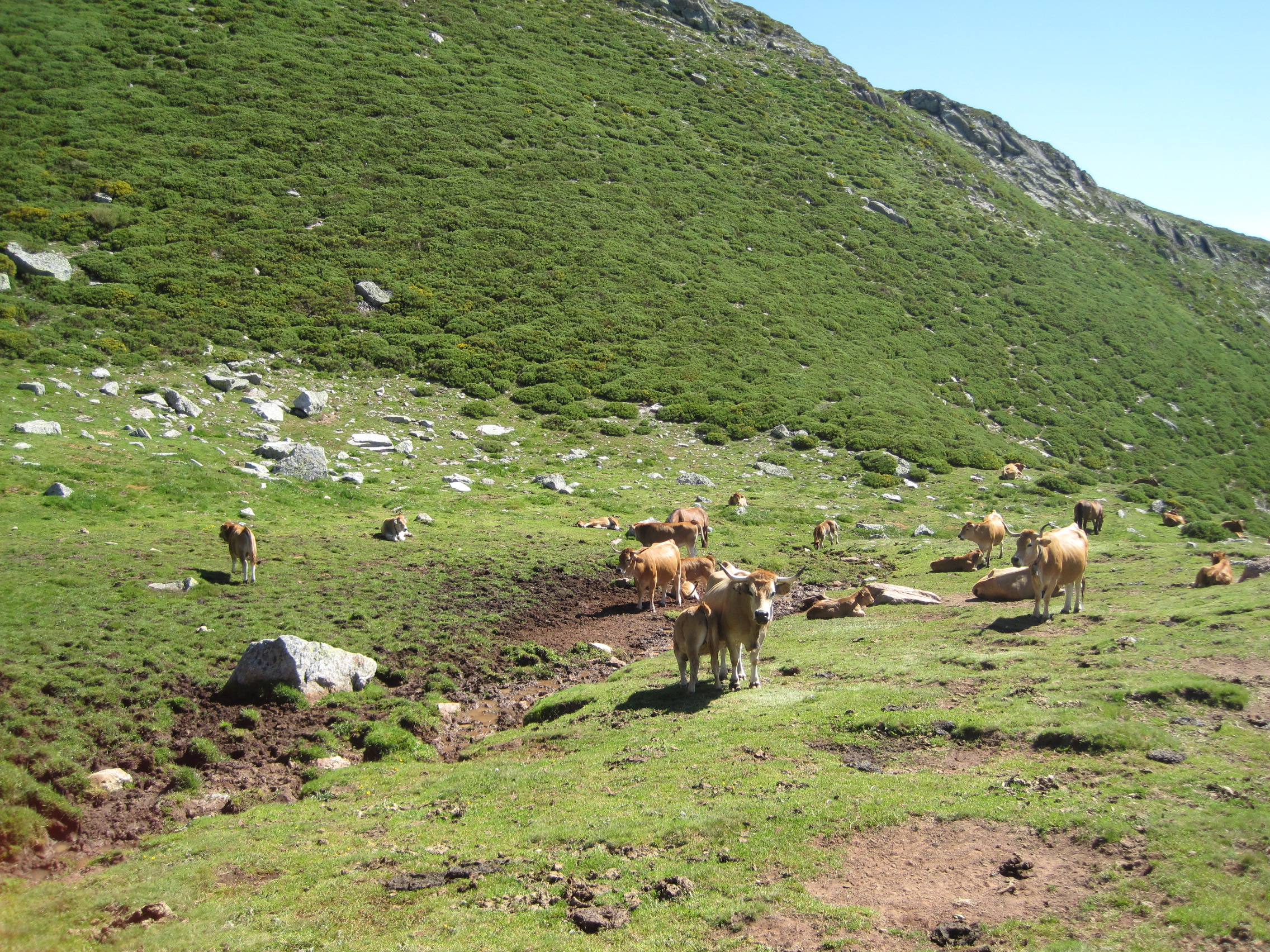
Brañas humanizadas, como esta del Sestil con vacas.

La vegetación corresponde en su mayor parte a la propia del piso montano cántabro (800-1900 m s. n. m.), en zona de transición entre el clima oceánico (bosque eurosiberiano) y el continental. En general, las especies vegetales se asientan sobre estratos de arenisca ácida del triásico, aunque abundan los enclaves de sustrato calcáreo. Los canchales y terrenos sueltos son frecuentes especialmente en el sector central de la sierra, donde las especies semileñosas acidófilas y psicroxerófilas adquieren una importancia fundamental en el asentamiento de la cubierta vegetal.
Por encima de los 1700 m s. n. m., la vegetación predominante es el pastizal y el matorral alpino. Buena parte de este matorral ha sido arrancado para hacer sitio a los pastos de diente. Hay que mencionar a las siguientes especies:
- Festuca, hierba perenne propia de pastizales psicroxerófilos (aquellos en los que el frío y el hielo neutralizan la humedad). Es una gramínea endémica cantábrica, ahora en declive por la presión de otro endemismo, la lecherina.
- Lecherina, caméfito endémico de la región cantábrica. Su franca expansión puede ser debida a que el ganado vacuno y caballar rechaza esta planta, mientras que el ganado ovino, que sí la consume, ha desaparecido de las brañas.
- Té de monte. Sus flores han sido consumidas tradicionalmente en infusión. Muy apreciado y recolectado por los habitantes de los valles, por lo que ha disminuido drásticamente su población).
- Helianto cantábrico, otro endemismo de estas montañas. Planta perenne que presenta unas pequeñas flores de un amarillo muy llamativo, y posee tallos semileñosos.
- Brecina y  brezo de montaña, cubren grandes extensiones a manera de tapiz mullido en el que se refugia una multitud de especies animales y vegetales).
- Ráspano o arándano, normalmente entre brecinas y árgomas. Su fruto maduro es un arilo de color morado oscuro que constituye un auténtico manjar para personas y otros animales, entre los que destaca el oso.
- Anabio, arbusto sufruticoso (con tejido leñoso en la base de las ramas) con ramillas rematadas en espina punzante, que crece sobre el substrato calizo, propio de la cordillera cantábrica.
- Enebro rastrero subespecie nana, posee una baya muy fragante, con el característico aroma de la ginebra. Son especialmente aromáticos los que se encuentran por encima de los 2000 metros y en el entorno de la Peña de las Agujas.
- Tojo o árgoma, arbusto espinoso que se cubre en verano de una floración amarillo intenso. Desarrolla una importante función al fijar los suelos pedregosos y evitar la erosión del sustrato.
- Escobón, arbusto que llega a componer auténticos bosquetes casi impenetrables, con ejemplares de un porte que supera los tres metros. Esta leguminosa ha tenido una gran importancia en la economía rural, como combustible para hogares (especialmente para la cocción de pan) y para la confección de herramientas como las escobas con las que se limpiaban las cuadras y viviendas. Raramente supera la cota de los 1800.
- Genciana. Su raíz ha sido arrancada desde tiempo inmemorial para elaborar aperitivos y fármacos, aunque en 1990 fue prohibida esta práctica para evitar su extinción).

En este piso se encuentra la citada Androsace cantabrica, muy escasa y en regresión como consecuencia de la intensa erosión derivada de la actividad de la estación invernal de Alto Campoo.
Otro endemismo exclusivo y raro catalogado como vulnerable y protegida, es la viborera azul de Piedrasluengas, que ocupa lugares escarpados, húmedos y umbríos, en prados y lindes y bosques aclarados, reducido a los alredeores de Peña Labra.
Por debajo de la cota 1700 empiezan a formarse grandes bosques caducifolios donde las especies dominantes son:
- Haya, dominante en las laderas norte y umbrías. La disposición de sus ramas y hojas proyecta grandes sombras a su alrededor, por lo que el sustrato aparece cubierto de una densa cubierta de hojas en descomposición donde solo prosperan otras especies vegetales que no necesitan la exposición solar directa.
- Cagiga y rebollo, se desarrollan preferentemente en las laderas sur, y ascienden menos que el haya. Al ocupar los terrenos más fértiles, las grandes manchas de cagigales y rebollares han sido taladas y desplazadas por los terrenos de pasto y siega.
- Tejo. Este árbol de una longevidad proverbial y madera durísima, se encuentra de forma aislada entre hayas y robles. Todas las partes de la planta, menos el fruto, son muy tóxicas.
- Abedul. Se asocia con frecuencia a robles, serbales, acebos y hayas. Proporciona la madera más apreciada para la confección de albarcas, lo que ha provocado grandes talas y desmoches, motivo por el que está prohibida esta práctica.
- Acebo, algunos pies alcanzan un porte muy notable que supera los 12 metros, y a menudo se agrupan en rodales que proporcionan alimento y refugio a muchas especies animales.
- Serbal, normalmente asociado a otras caducifolias orocantábricas. Su vigorosa raíz contribuye a asentar los terrenos sueltos y pedregosos, y su fruto es consumido por multitud de aves y otros animales.
- Mostajo, su fruto recuerda al del serbal de cazadores. Prefiere las laderas soleadas, por lo que es más abundante en la vertiente palentina.
- Tilo, más frecuente en las hoces y cortados de La Pernía, a menudo en las lindes de matas de hayas o robles. Sus flores desecadas, muy apreciadas, se han recolectado y usado desde tiempos remotos en infusión como antiespasmódico y relajante.
- Cerezo silvestre, su fruto (la cereza) tiene una gran importancia en el mantenimiento de la dieta del oso cantábrico y otras especies, por lo que se están repoblando con este árbol diferentes áreas "estratégicas" de la sierra tradicionalmente oseras.

En torno a los 1000 m s. n. m. aparecen las primeras choperas y salcedas, acompañadas del roble, el fresno norteño, el arce y el avellano. Los pies de olmo montano, aquí llamados olmas, numerosos antes de la grafiosis, alcanzaban portes monumentales, aunque esta enfermedad transmitida por un escarabajo ha acabado con todos los ejemplares adultos.
Hay que reseñar por último, la abundancia de comunidades y biotopos propios de los tremedales y turberas, donde se hallan especies insectívoras tan interesantes como las droseras o atrapamoscas, y -con mayor frecuencia- la grasilla. Se trata de especies perennes débilmente radicadas que necesitan la exposición solar directa y toleran el encharcamiento. Se desarrollan en medios pobres de hidrógeno y otros nutrientes, por lo que la captura de animales les permite obtener compuestos nitrogenados sin tener que sintetizarlos por sí mismas.
Los habitantes de esta tierra han sabido aprovechar las características de cada especie para sus propias necesidades y ser autosuficientes: con las ramas de los sauces se confeccionaban espuertas, cestas y serones; de los robles y hayas se obtenía la madera para construir viviendas y el combustible con el que calentarlas; de las olmas, los ejes y ruedas para los carros; de los fresnos, los mangos para herramientas y el ramón para alimentar al ganado; con los abedules confeccionaban el calzado más apropiado al medio... del avellano, además de su copiosa cosecha de nutritivas avellanas, aún se obtienen varales muy apreciados para hacer el palo pinto, una seña de identidad entre los campurrianos. Se trata de una aijada decorada al fuego, con la que los habitantes de estas montañas conducían las yuntas y se ayudaban para moverse en el terreno quebrado.

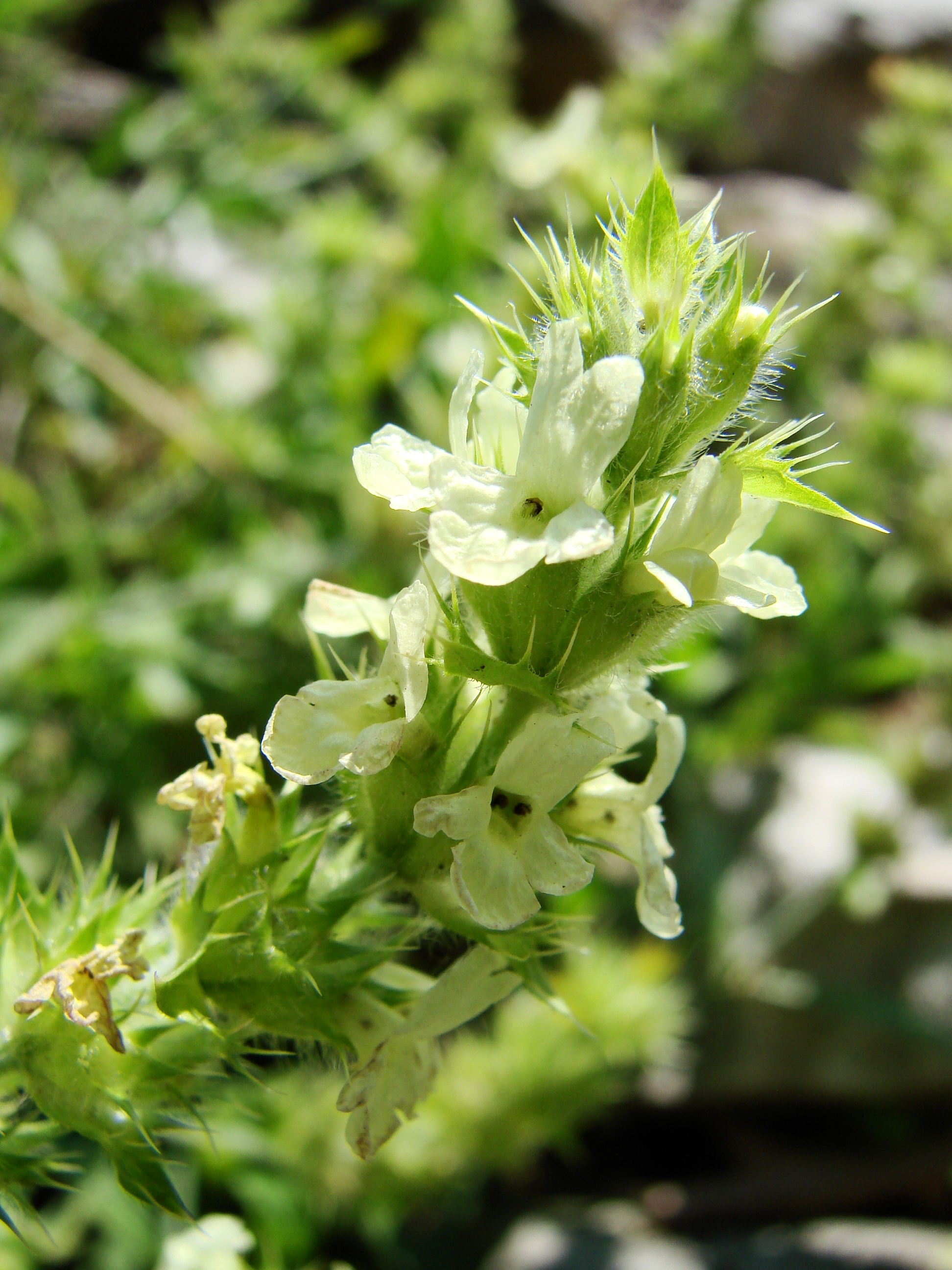
Té de monte
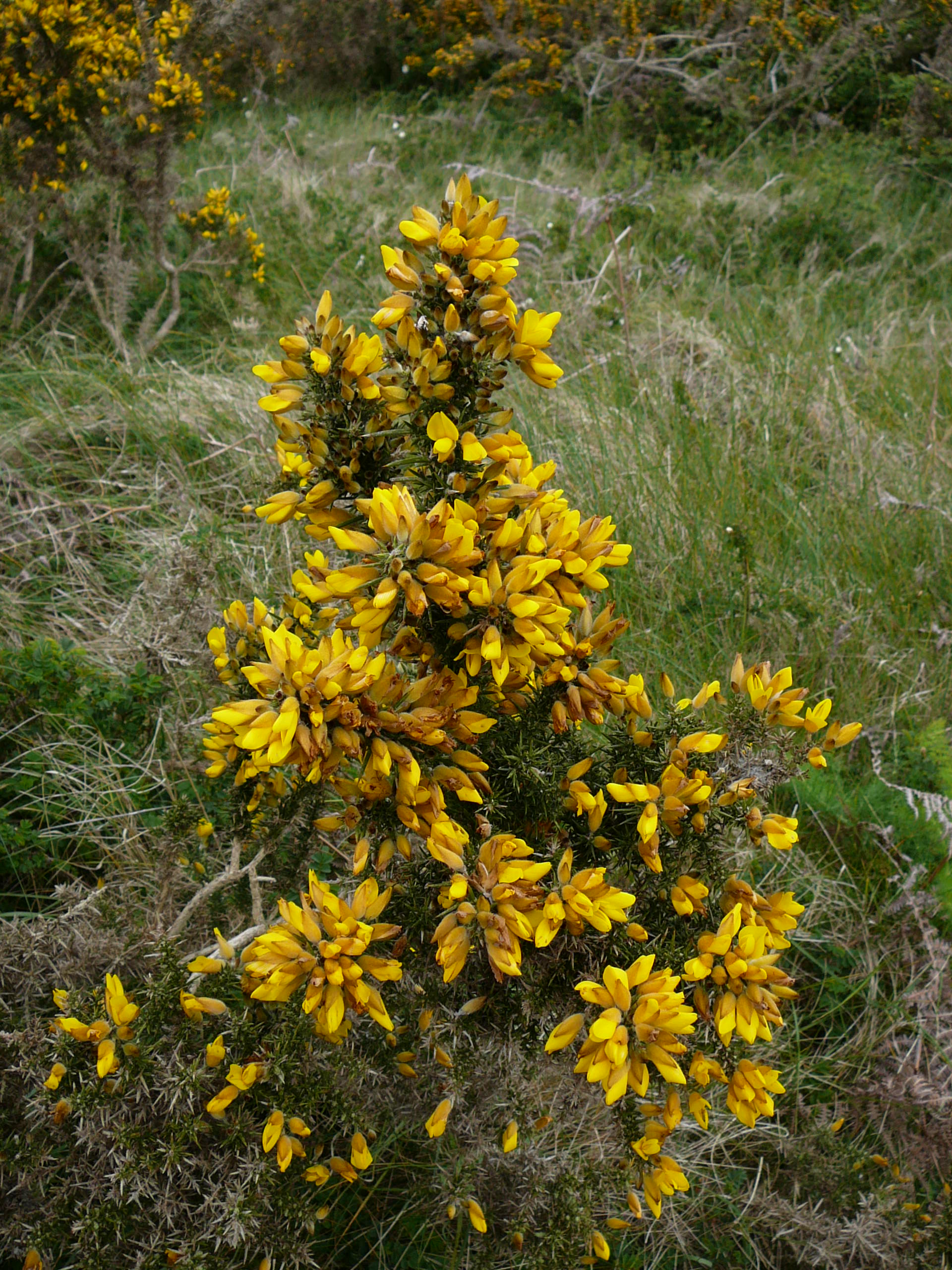
Tojo o árgoma
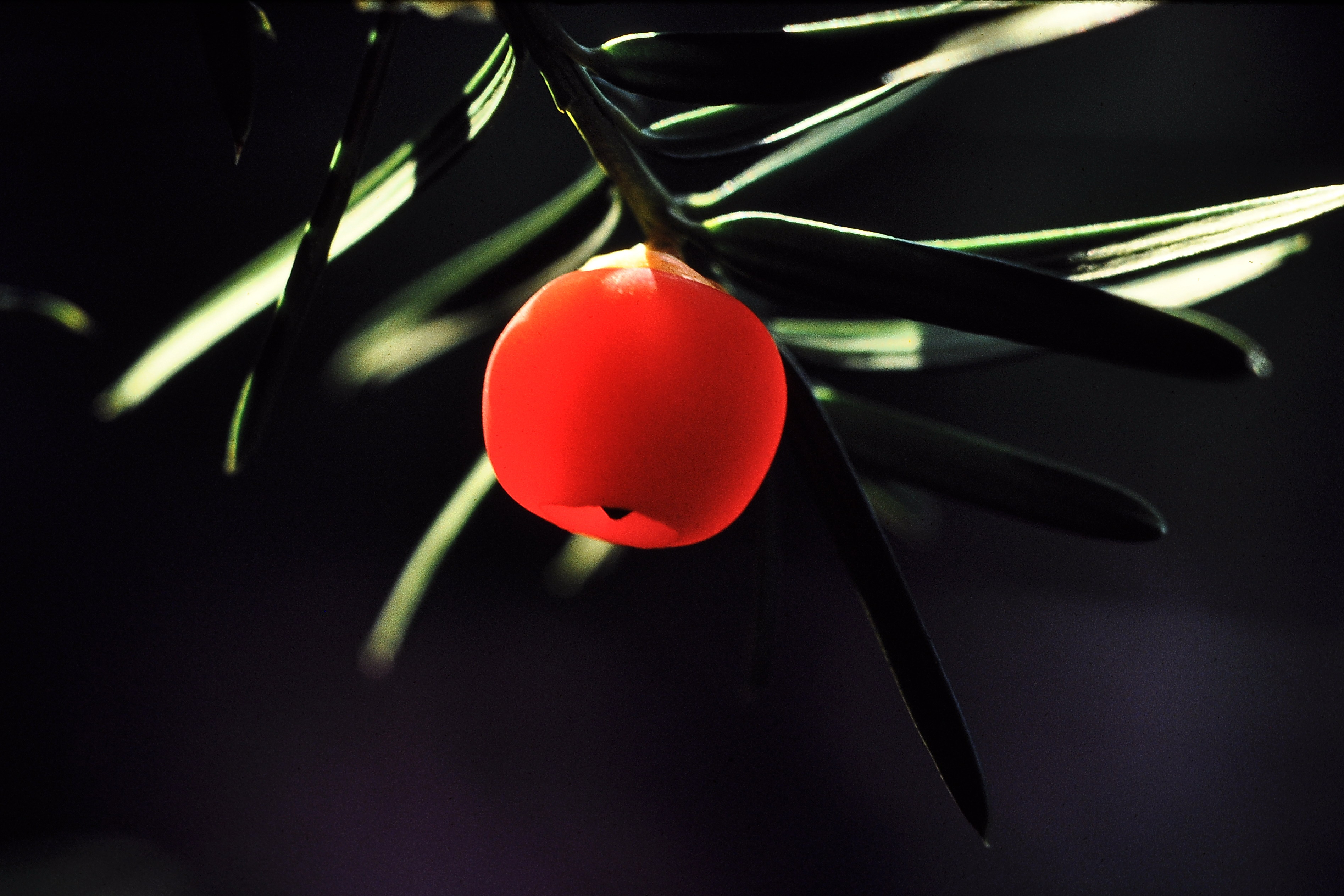
Fruto del tejo
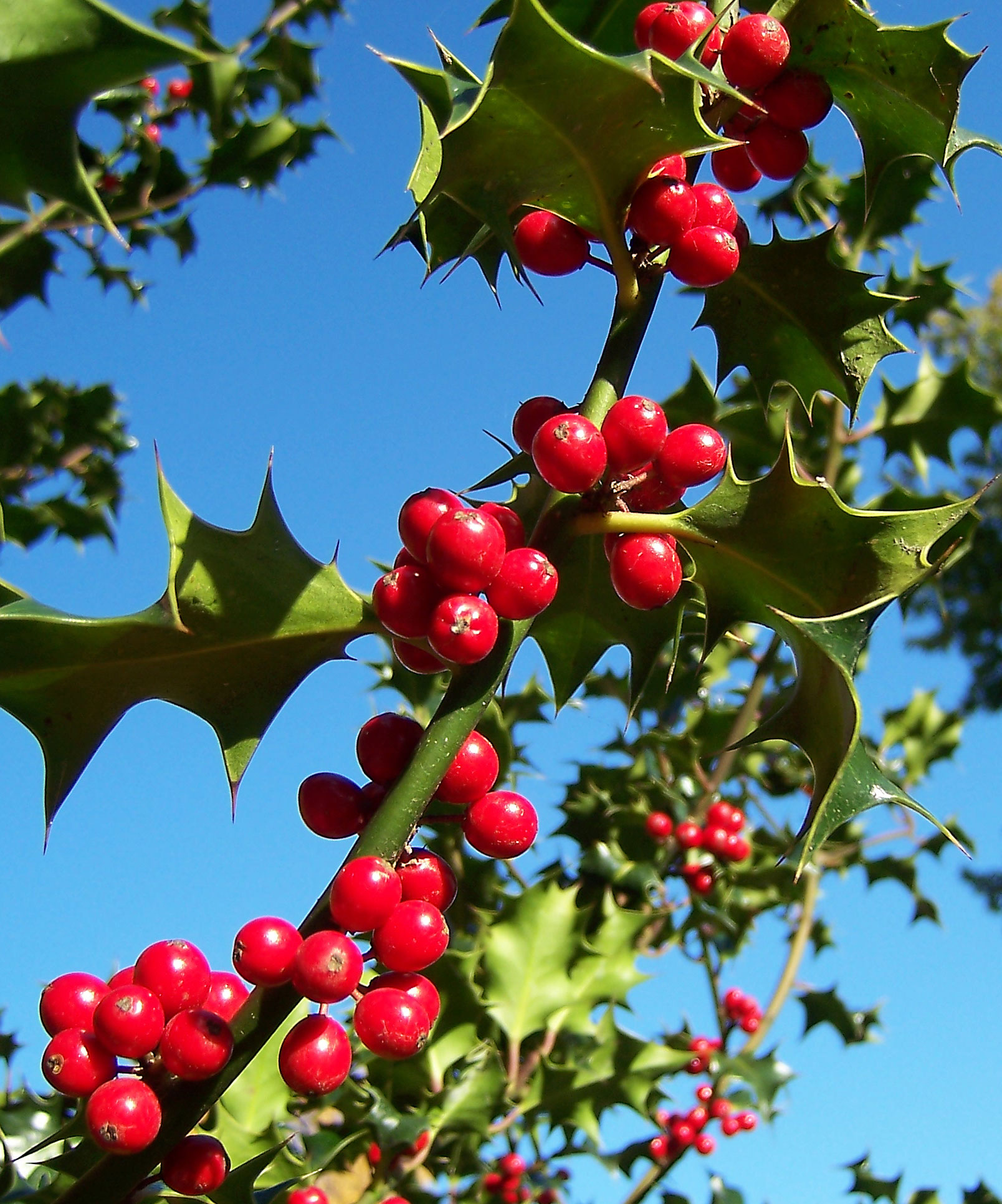
Fruto del acebo

### Fauna

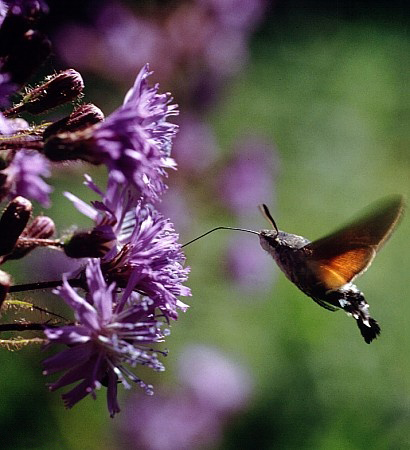
Mariposa colibrí.

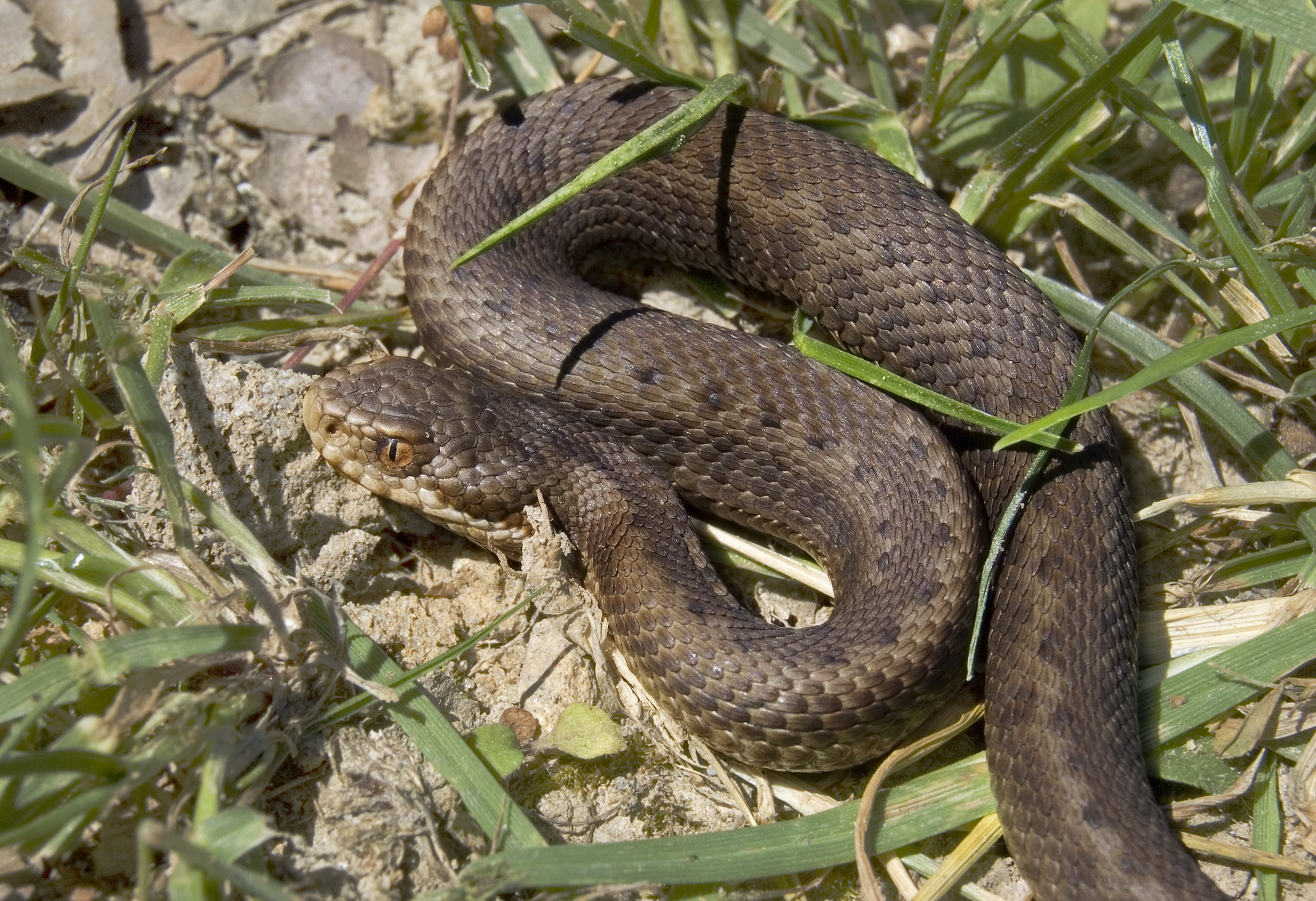
Víbora cantábrica.

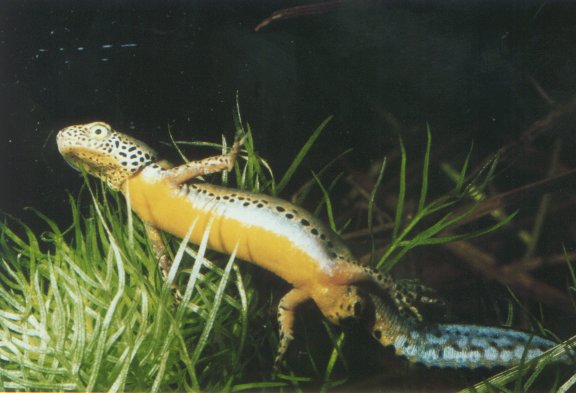
Tritón alpino

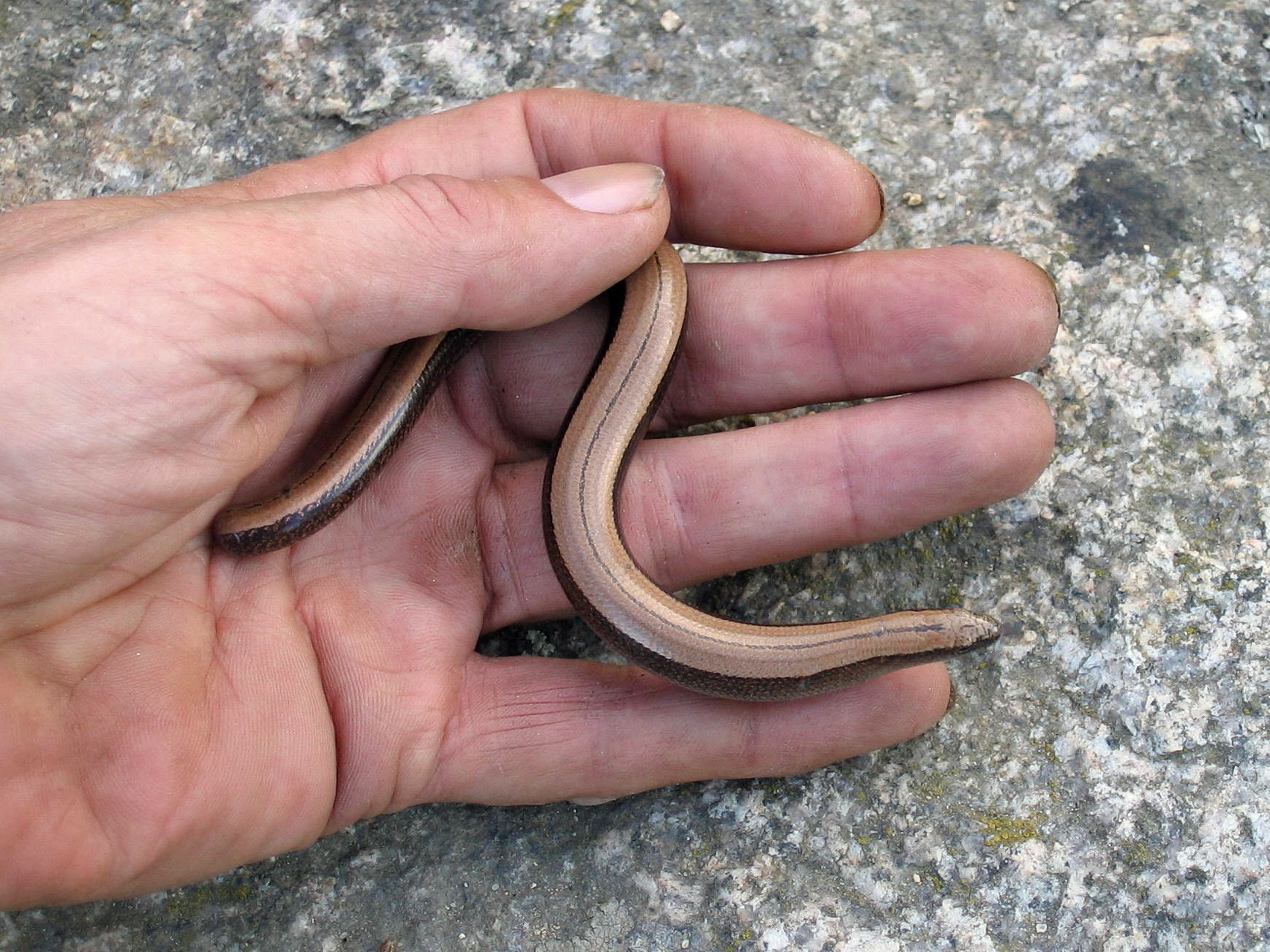
Lución o enánago.

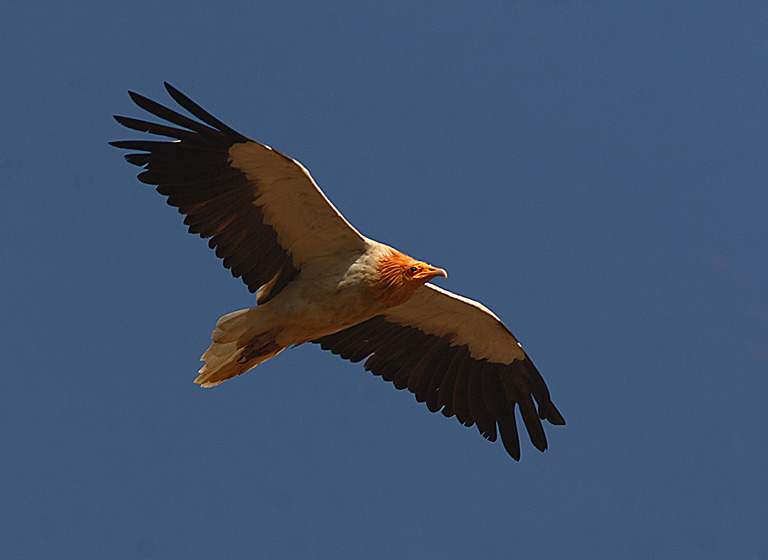
Alimoche.

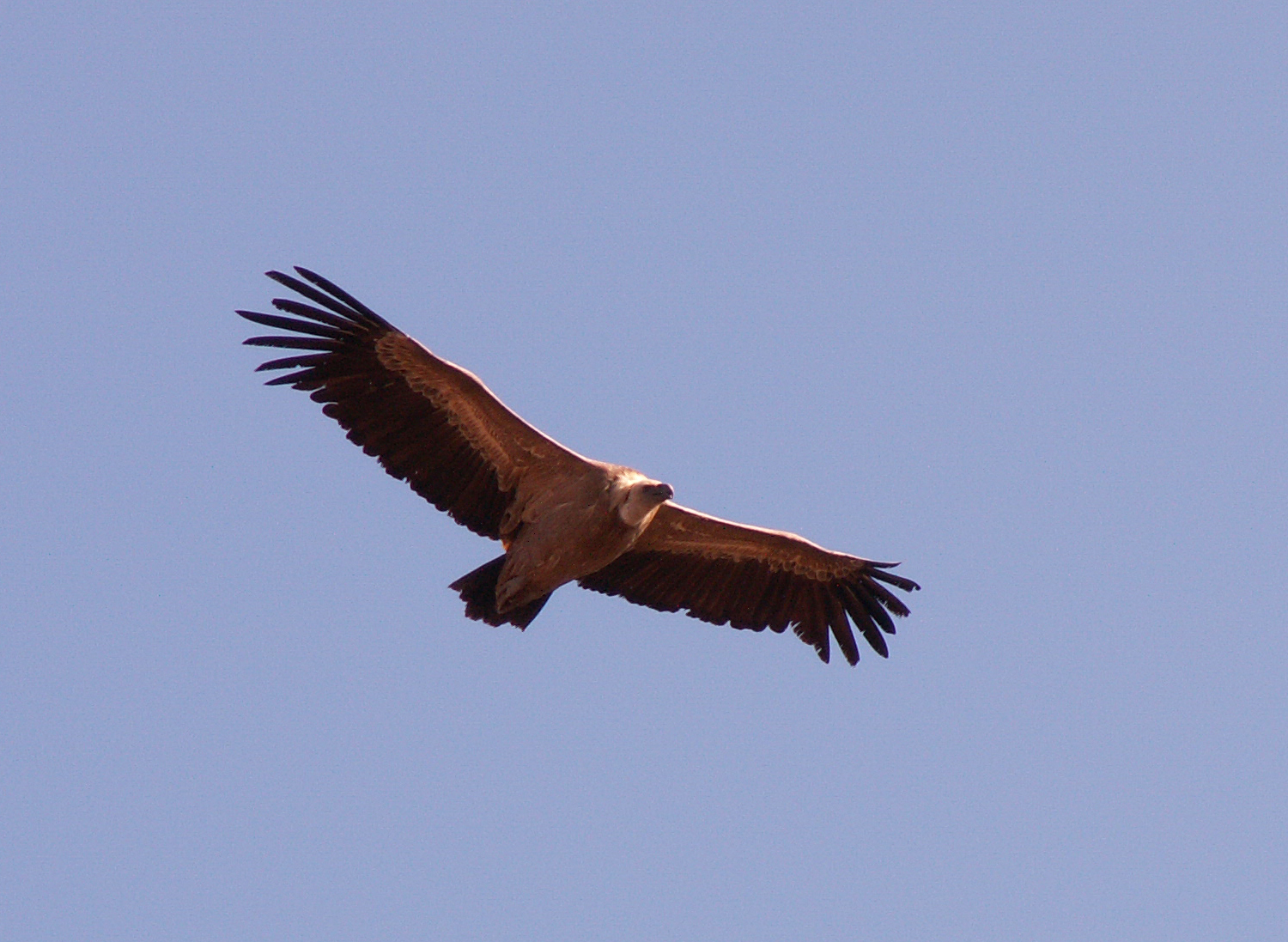
Buitre leonado.

Entre los invertebrados cabe destacar a la esfinge de la lecherina, a la esfinge de la calavera (estival), a la mariposa colibrí, una polilla de hábitos diurnos llamada así por su aspecto y forma de vuelo al libar el néctar de las flores; al ciervo volante, un escarabajo dotado con unas mandíbulas extraordinariamente desarrolladas; al caracol de Quimper; a las frigáneas y efímeras; a los escorpiones de agua y a otros insectos propios de aguas frías. El cangrejo autóctono (Austropotamobius pallipes, antes frecuente en algunos arroyos, ha desaparecido a causa de la peste del cangrejo (afanomicosis) introducida por la suelta de cangrejo americano (Procambarus clarkii) en la cuenca del Ebro a mediados del siglo XX.
Entre el grupo de los peces, y en los cursos fluviales que bajan de la sierra viven la trucha común y el piscardo. Hay que señalar que la introducción en los años 1970 de la trucha de arco iris en el río Híjar, supuso una drástica bajada de la población de trucha común, al predar la arco iris sobre la segunda, y bajar luego a tramos de aguas más cálidas en el pantano del Ebro.
Los reptiles y anfibios se extienden desde las riberas bajas hasta las cumbres, y entre ellos se encuentran algunos endemismos orocantábricos e ibéricos de gran interés biológico:
- Lución, un lagarto desprovisto de patas que vive en los sustratos húmedos y con abundante materia orgánica, como el de los hayedos.
- Lagarto verdinegro, vive en el fondo de los valles, y muestra predilección por los bosques caducifolios y sotos fluviales.
- Lagartija roquera, en la península solo se encuentra en la región cantábrica, Pirineos y en los sistemas Central e Ibérico.
- Lagartija ibérica, es la lagartija más extendida en la Península, y puede compartir hábitat con la roquera.
- Culebra de collar, o culebrilla de agua. A pesar de su fiero aspecto, es inofensiva para el ser humano. Vive cerca de cursos fluviales, incluso en los más altos.
- Víbora cantábrica, no suele subir por encima de los 1500 m s. n. m., y prefiere las lindes de bosques y sotos, de vegetación abundante pero bien soleados. Es un endemismo ibérico, la mordedura de la subespecie cantábrica es la más tóxica, y aunque tratada convenientemente no ponga en riesgo la vida de una persona sana, requiere de atención médica inmediata.
- Tritón alpino, común en charcas y arroyos alpinos donde la presencia de peces es escasa o nula. Las turberas y tremedales de Hoyo Sacro y Guzmerones tienen una población relativamente abundante de esta especie catalogada como rara, que prácticamente ha desaparecido de las zonas bajas del valle, a consecuencia del sobrepastoreo y alteración de su hábitat.
- Tritón palmeado, prefiere la zona baja, en el valle. Su población se ve amenazada por la presencia del cangrejo americano.
- Tritón jaspeado, es el mayor de los tritones, y al igual que el palmeado, es muy sensible a la presencia de cangrejos y peces en la zona de cría.
- Salamandra común, es el urodelo más común. Sus manchas amarillas sobre fondo negro le hacen inconfundible.
- Sapo común, es el mayor de los anfibios ibéricos, y junto a la rana común, el más conocido y el de más amplia distribución. Es beneficioso e inofensivo para el ser humano, al contrario de lo que su mala fama -sin duda debida a su aspecto poco agraciado- proclama.[41][42][43]

Entre las aves, aparte del citado urogallo cantábrico, en peligro crítico de extinción o ya extinguido destacan particularmente:
- Águila real, la mayor y más poderosa de las rapaces ibéricas predadoras. En la sierra de Híjar se estima una población aproximada de 5 parejas reproductoras, la mayor parte en la vertiente palentina. Esta población se considera estabilizada.[45]
- Halcón peregrino, su población estimada es de 4 parejas reproductoras, localizadas en las zonas donde hay más cortados y acantilados.[46]
- Azor, esta rapaz, dotada de una gran capacidad de maniobra gracias a su cola larga y alas recortadas, encuentra en las masas forestales su cazadero favorito.
- Ratonero, muy frecuente en el valle del Híjar, asociado a cagigales y otras masas forestales. Su vuelo recuerda al del águila real, aunque este es mucho más pequeño.
- Alimoche, su población, concentrada en la zona meridional, se ha visto muy afectada por el cierre de muladares y el uso de venenos para control de plagas.
- Buitre leonado, es fácil encontrarlo en los cortados del circo de Tres Mares y en Covarrés y Peñastía. Al igual que con el alimoche, el cierre de muladares ha perjudicado gravemente la conservación de este carroñero.
- Búho real, la mayor de las rapaces nocturnas. Citado en estas montañas, a pesar de su rareza en la cornisa cantábrica.
- Cárabo, común en fresnedas y las manchas de haya y roble, se acerca a las construcciones humanas, y no es raro encontrarlo cerca de las viviendas, donde en ocasiones llega a introducirse en cuadras y pajares.
- Autillo, la más pequeña de las rapaces nocturnas. Cría y pasa el verano en esta montaña, pero durante la época fría emigra al África Subsahariana.
- Mirlo acuático, se encuentra en los arroyos de aguas rápidas y bien oxigenadas, donde se alimenta principalmente de larvas de invertebrados. Puede sumergirse completamente durante varios segundos, mientras da la vuelta a los guijarros donde se fijan las larvas y ninfas de artrópodos.
- Martín pescador, construye su nido al final de un túnel en las orillas de los ríos. Caza pequeños peces zambulléndose en el agua.[47]

En el grupo de los mamíferos hay que señalar, entre otros:
- Desmán ibérico, micromamífero insectívoro que vive en cavidades de los márgenes fluviales. Se alimenta de larvas de frigáneas que se encuentran adheridas en las piedras sumergidas.
- Musgaño de Cabrera, musaraña parecida al desmán, aunque de dieta más variada y hocico más corto que aquel. Sus hábitos son preferentemente nocturnos.
- Musgaño patiblanco, la mayor de las musarañas acuáticas, aunque no está tan fuertemente ligada a los arroyos como las anteriores. Su actividad es diurna y nocturna.
- Murciélago rabudo, habita en cortados y acantilados, y se alimenta de insectos sobrevolando los núcleos urbanos, a veces elevándose hasta 300 m.
- Murciélago ribereño, prefiere la cercanía de aguas remansadas, y forma colonias de hasta 100 individuos con 15 o 20 hembras reproductoras. Consumen una gran cantidad de polillas, mosquitos y otros insectos.
- Nutria, este gran mustélido se halla en las cuencas del Híjar, del Pisuerga y del Camesa, y se alimenta preferentemente de truchas, barbos y cangrejos.[48]
- Marta, muy parecida a la garduña, aunque la mancha clara pectoral en forma de babero, es mucho más pequeña en la marta. Vive en bosques bien formados, y puede llegar a gran altura, por estar preparada para soportar temperaturas muy bajas.
- Comadreja, es el más pequeño de los mustélidos. Podría confundirse con un armiño con librea estival, pero su cola es más corta y sin mancha negra. Al igual que el armiño y la marta, su piel está perfectamente preparada para protegerse del frío, y como estas, presenta pelos entre los dedos para poder caminar mejor en la nieve.
- Mustela erminea, algo más grande que la comadreja. En invierno presenta un pelaje completamente blanco -librea- menos el de la punta de la cola, que es negra. En verano luce una librea ocre con mancha ventral clara.

Los valles de la sierra de Híjar marcan el límite de levante del núcleo oriental de la distribución del ya mencionado oso pardo. La población de este núcleo es la más precaria de Europa; mientras que el núcleo occidental manifiesta muy leves señales de crecimiento, la población de levante parece estancada.
El lobo ibérico, abundante en esta sierra hasta la mitad del siglo xxi, tiene una población flotante escasísima debido a la persecución implacable de los ganaderos. A pesar de ello, el más importante de los depredadores ibéricos está catalogado por la administración española como especie cinegética -que puede ser cazada mediante autorización- al norte del Duero.
Son abundantes los corzos, y la población de rebeco cantábrico (Rupicapra pyrenaica parva), reintroducido en la última década del siglo xx parece estabilizada.
Los ciervos (Cervus elaphus) son ahora muy abundantes, aunque eran prácticamente inexistentes a principio del siglo xx. La erradicación en este monte del lobo, su único depredador, ha supuesto una superpoblación de este rumiante.

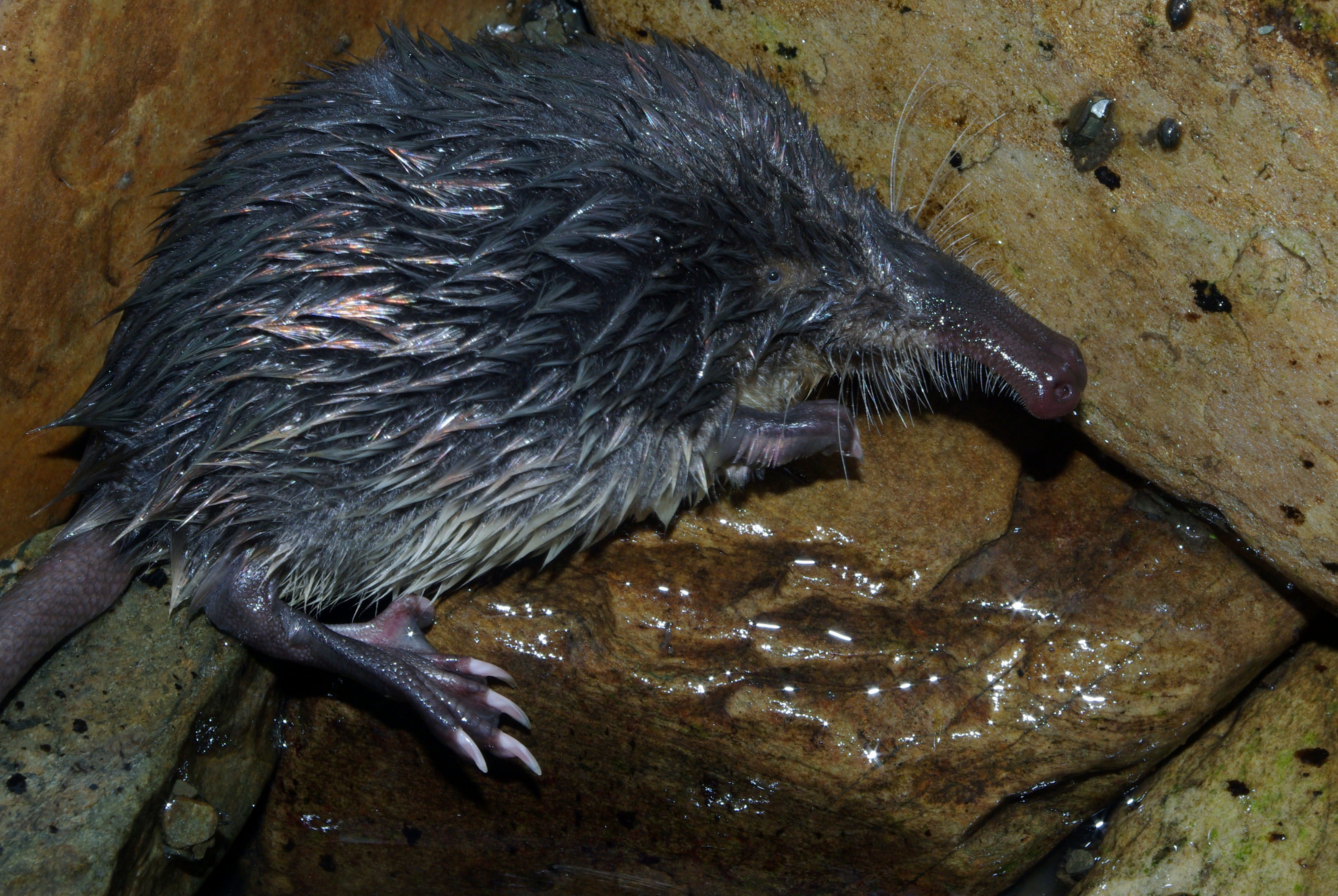
Desmán ibérico
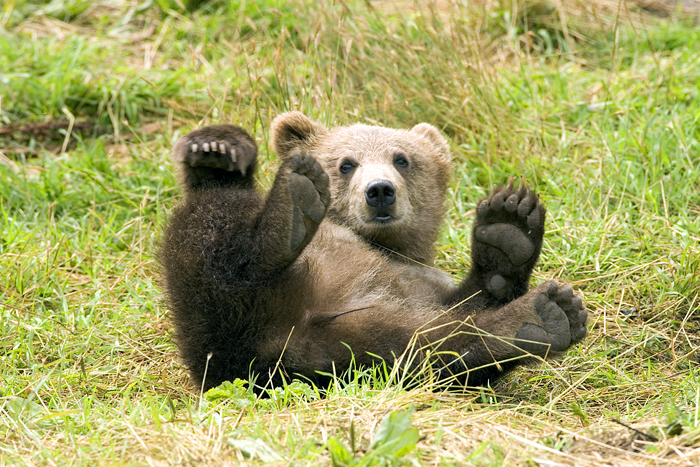
Oso pardo
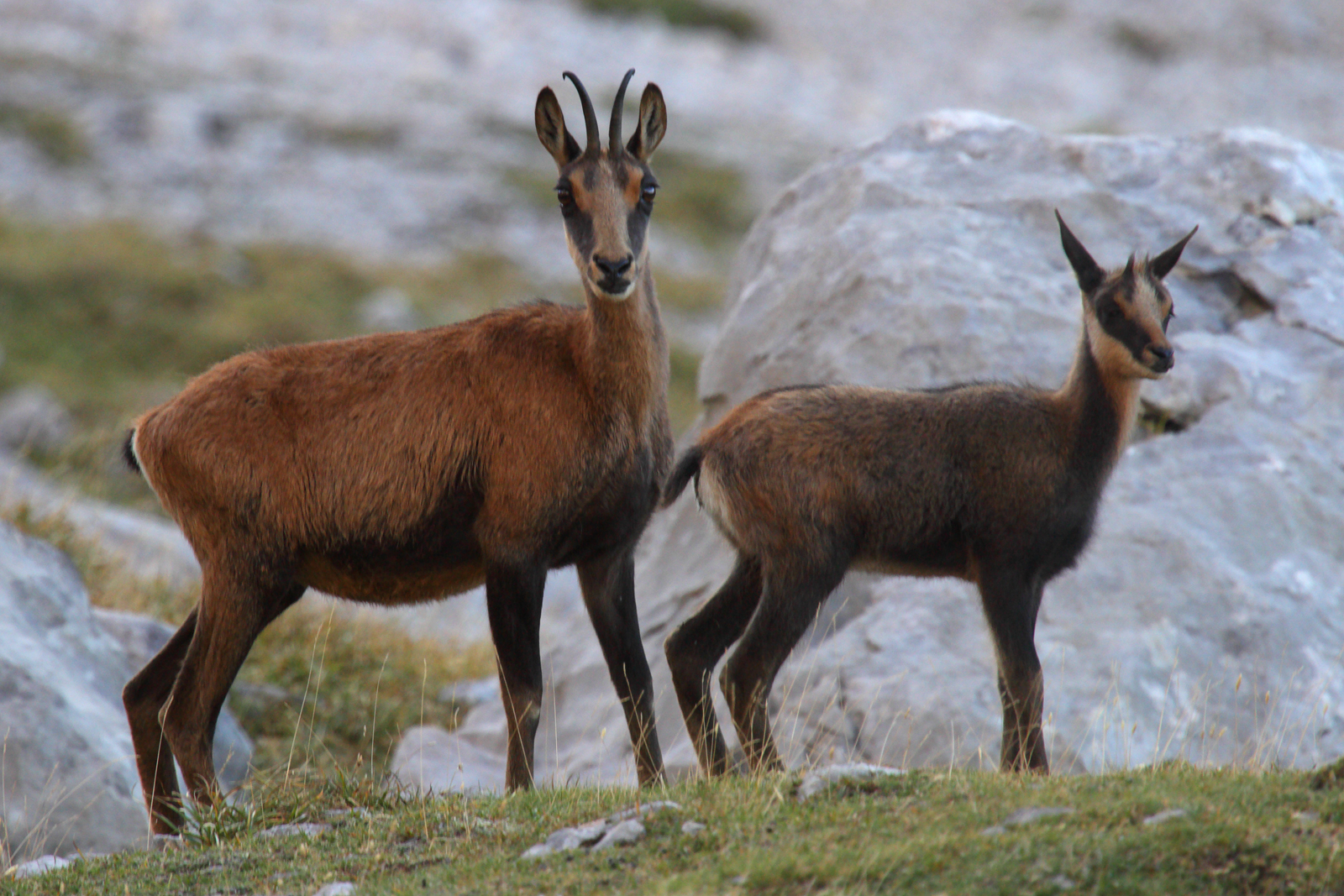
El rebeco cantábrico fue reintroducido en 1988
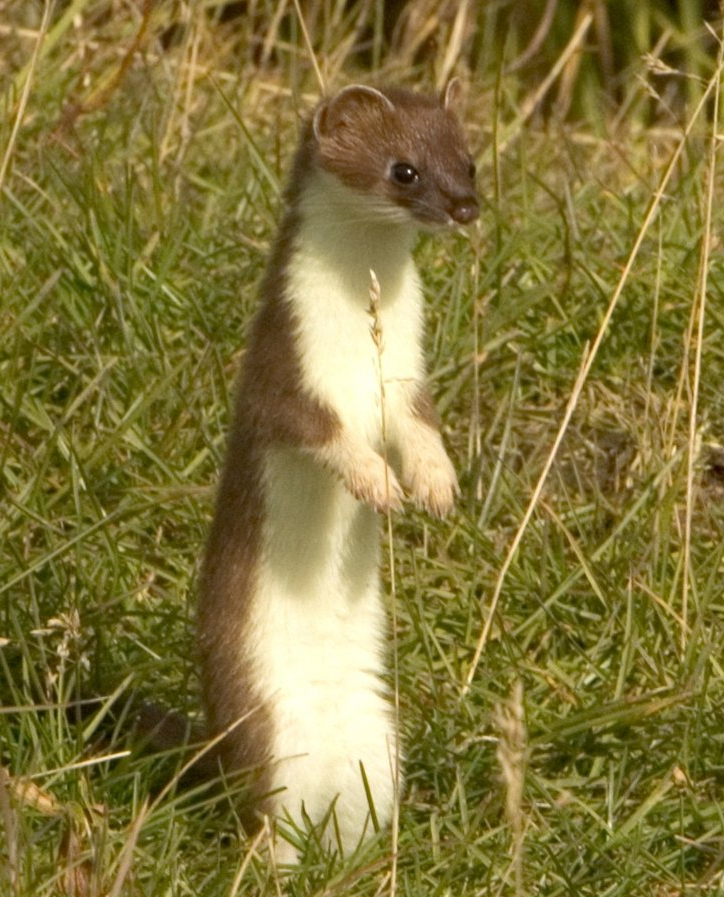
Armiño

## Conservación y degradación ambiental

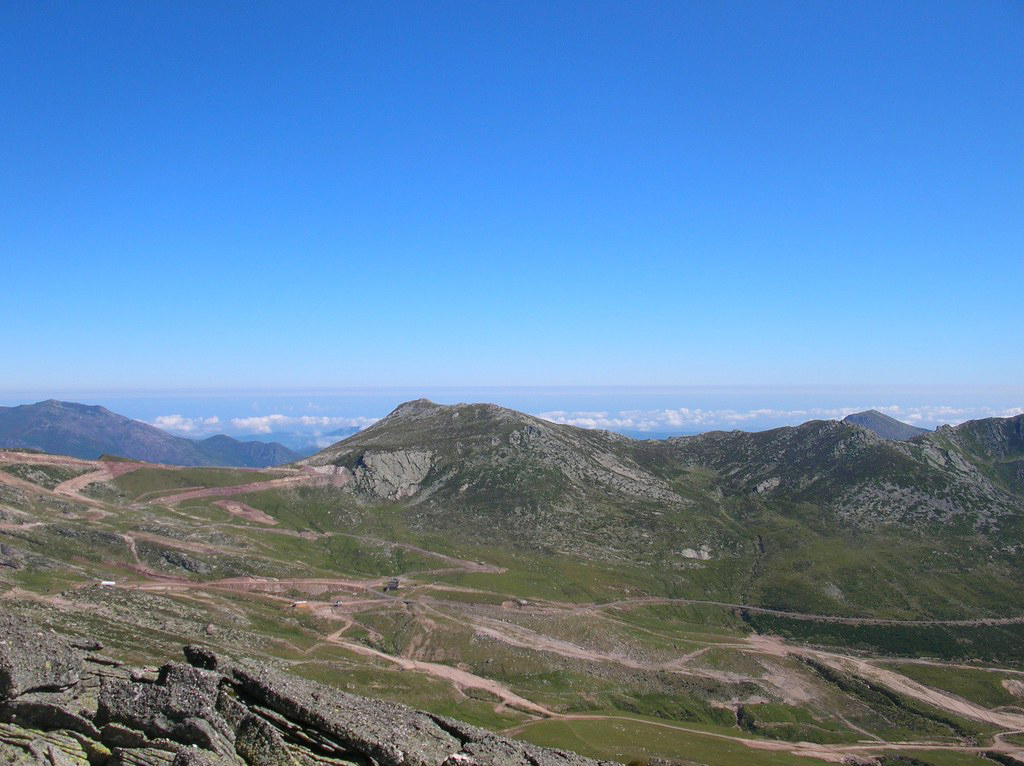
Laderas de la sierra del Cordel, las menos afectadas por la destrucción de la cubierta vegetal a consecuencia de la actividad de la estación de Alto Campoo.

La sierra de Híjar está afectada por un cambio ambiental antropogénico particular. Hay que señalar en primer lugar, a la existencia de la estación invernal de Alto Campoo, y a todas las consecuencias derivadas de su actividad:
Para la construcción de pistas, carreteras y caminos de acceso, aparcamientos, alojamientos y de todo tipo de estructuras, se ha destruido la cubierta vegetal en la mayor parte del circo de Tres Mares y en las laderas de los picos que lo forman (ver fotografía en el margen derecho) en una zona en la que es especialmente difícil la recuperación, al tratarse de un suelo silíceo donde las abundantes piedras quedan expuestas a la erosión. Se han llevado a cabo varios intentos de recuperación, pero ninguno con éxito. Además, el continuo paso de maquinaria, esquiadores y excursionistas, agrava esta situación. Como consecuencia más inmediata, desaparecen especies vegetales necesarias para el mantenimiento del ecosistema, se producen derrumbamientos y aluviones de sedimentos sobre el río Híjar, al tiempo que se captura parte de su caudal para servicios y cañones de nieve, con lo que ve afectada notablemente su estructura y composición, lo que repercute a su vez sobre toda la fauna y flora aguas abajo. Hay que añadir además la gran cantidad de desechos no biodegradables que quedan sin recoger en el monte, lo que supone una amenaza directa para muchas especies.  Para la publicación «Ecologista», 

Alto Campóo es ejemplo de cómo degradar y triturar el paisaje sin ningún miramiento de sostenibilidad... es un proyecto insostenible ambientalmente y ruinoso económicamente.

Por otro lado, en la vertiente palentina empezó a desarrollarse desde 1846 una industria minera destinada a la extracción de hulla. Para ello se explotaron minas a cielo abierto y de pozo, especialmente en el área de Barruelo y de San Cebrián de Mudá, pero también el localidades tan próximas a la sierra como Santa María de Redondo. Aunque la última explotación fue cerrada en 2004, perduran los efectos contaminantes de los vertidos de los lavaderos y las escorrentías procedentes de las escombreras, además de la destrucción de la cubierta vegetal.
Otra actividad industrial que genera una importante alteración ecológica, es la de generación eléctrica mediante turbinas eólicas. En el alto Pical, entre Brañosera y Barruelo, existe un parque eólico con 30 turbinas dispuestas a lo largo de una divisoria de 7 km. A pesar de ser considerada generalmente como una industria "limpia", lo cierto es que el impacto ambiental producido desde su misma instalación es notorio: apertura de caminos y pistas, talado de árboles, roturación y asentamiento del terreno, construcción de estructuras y obra civil, movimiento de maquinaria, etcétera. A esto hay que añadir las consecuencias de su propio funcionamiento y mantenimiento: ruidos, generación de campos electromagnéticos, tráfico de personas y vehículos, y colisiones de las aspas con avifauna. A falta de estudios detallados sobre el daño biológico en otras especies, ya se sabe que las colisiones con aves de tanta importancia ecológica como los buitres y las águilas, o mamíferos como los murciélagos, son frecuentes y más numerosos de lo que se calcula en los informes de impacto ambiental. A todo lo anterior hay que añadir el impacto estético en zonas de gran valor paisajístico.

## Historia

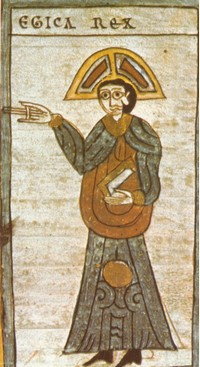
Ilustración de la Crónica albeldense.

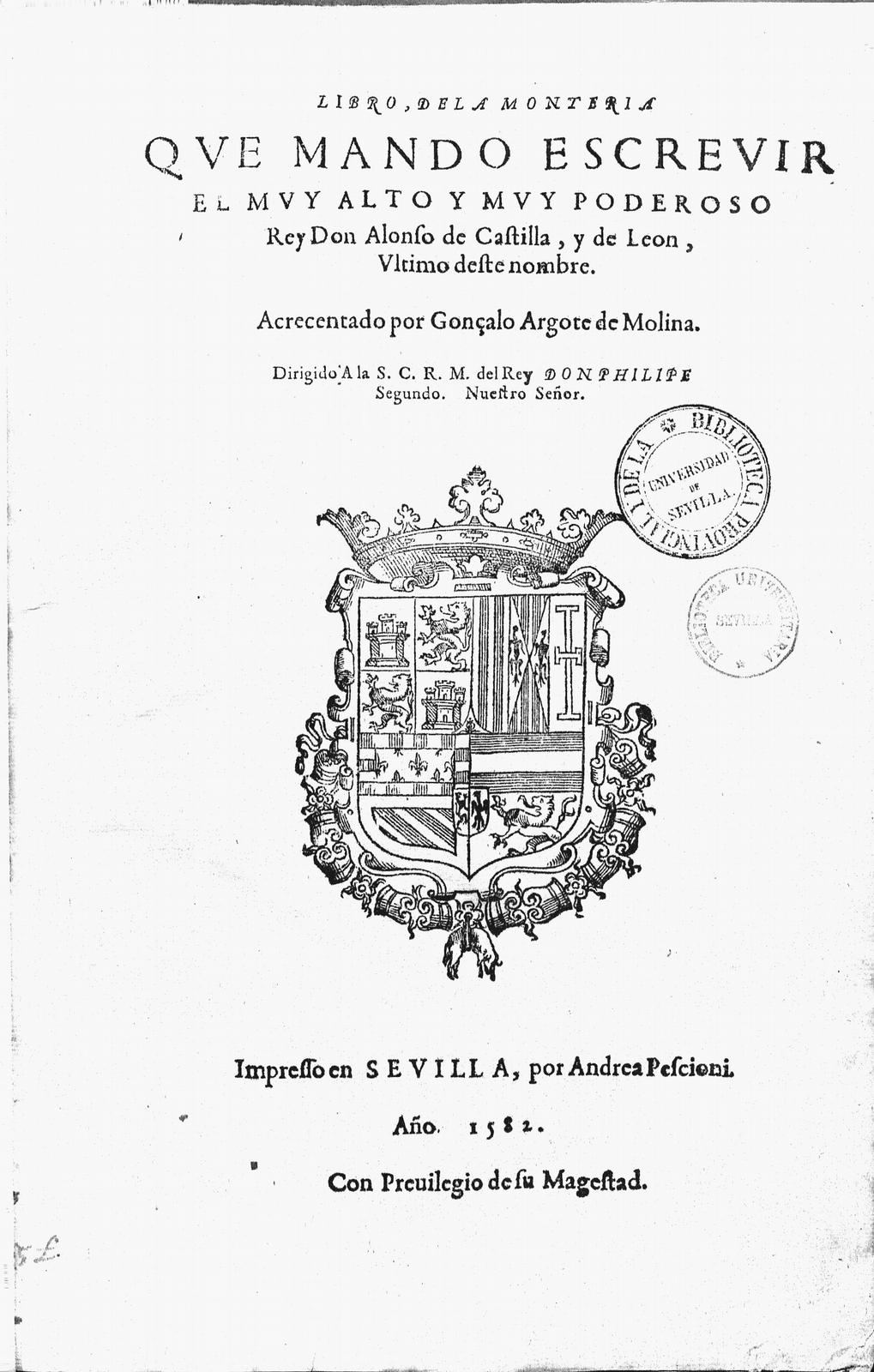
El Libro de la Montería del rey Alfonso X dice de esta sierra que es abundante en oso.

Los primeros pobladores de la zona debieron ser grupos nómadas que seguían a los grandes herbívoros. Se tiene conocimiento del paso del hombre por estas tierras desde tiempos remotos. Los restos más antiguos de su presencia han sido encontrados en Riaño de Campoo: picos, bifaces y raederas del Paleolítico inferior (120 000 años A.P.)
Posteriores a esta época pudieran ser la pinturas rupestres de la cueva de los Burros, en Camasobres, pero aunque algunos aseguran su factura prehistórica, no se dispone de datos más precisos de su origen o datación.
Pero quizá la herencia prehistórica más interesantes y abundante encontrada en esta sierra es el megalitismo Neolítico entre cuyas manifestaciones destacan el cromlechde la Población de Suso, los menhires en Valdeolea, y especialmente, el conjunto megalítico de Los Lagos. Este se compone hasta la fecha de tres cámaras funerarias, un cubículo, tres menhires, y otros objetos diversos. Se estima que estos restos arqueológicos datan de unos 6000 años A.P.
Muy poco o nada se conoce de las tribus cántabras que posteriormente habitaron esta sierra antes de ser sometidas por los romanos. Quizá fuesen los vellicos, como mantiene el profesor José María Solana Sáinz quienes — en opinión del citado, quien rechaza la existencia de una ciudad llamada Vellica por considerar a esta voz como un etnónimo) — tendrían un importante castro en esta sierra llamado Bergida. Se han encontrado restos de un castro en la vertiente sur de la sierra, cerca de Mata de Hoz, que González de Riancho identifica con la civitatem antiquam a la que alude la Carta Puebla, y la toponimia (Peña Castrillo y Peña Castillejo) de las alturas inmediatas a este punto parece sugerir que en efecto, existió aquí un antiguo poblado que buscó en las alturas la resistencia a la presión romana. El citado lugar domina el paso estratégico de Somahoz y ofrece una excepcional vista del valle de Campoo y la meseta castellana al sur. Aún pueden apreciarse con facilidad los restos de una muralla cuadrangular con cubos defensivos, y aunque el estudio de sus restos sugiere una datación entre el final de la Edad Antigua y la alta Edad Media, hay indicios que podrían señalar una antigüedad mayor. Este castro, por su posición estratégica, ha sido utilizado como baluarte hasta la misma guerra civil española, aunque debió ser en torno al siglo x cuando tuvo mayor importancia, como defensa de las incursiones musulmanas.
Los romanos dejaron aquí su huella en la strata via, o calzada que atravesaba el Collado de Somahoz y comunicaba Herrera de Pisuerga con  San Vicente de la Barquera. La villa romana excavada en Camesa Rebolledo, bien pudiera ser una mansio de esta calzada. Como se verá más adelante, en este paso de montaña se desarrolló un episodio fundamental de la historia de España. De la presencia visigoda, solo se han encontrado unos restos hallados en la cueva de Suano (un broche de cinturón, una cucharita de bronce, una cacilla de bronce, y una patena).
El sometimiento de la antigua Cantabria fue llevado a cabo por Leovigildo, según refiere el padre Berganza citando la Crónica albeldense, donde señala a esta sierra como el nacimiento del Ebro y patria de los cántabros: 

Leovigildus Rex Cantabriam ingressus pro invasores interficit, Amayam occupat, opes eorum pervadit, et provinciam in suam revocat ditionem, Cantabria sita est in monte Iggero, iuxta fons Iberi.

Otros autores transcriben el monte como Iggeto, identificándolo con el Monte Hijedo, aunque esta zona se encuentra a más de 30 kilómetros de las fuentes del Ebro.
No parece —o no se tiene constancia— de que llegase aquí la dominación musulmana, y los valles debieron quedar despoblados al buscar los cristianos el amparo del Escudo de Cabuérniga: 

Entre los godos que no perecieron por la espada o de hambre, la mayoría se refugió en esta patria de los  asturianos.
 Crónica de Alfonso III

 En esta época, los habitantes de la vertiente meridional de la cordillera Cantábrica acosados por las aceifas moras, se vieron obligados a buscar protección detrás de la «la línea de fortalezas levantadas sobre el Ebro, comprendiendo hacia occidente los montes de Brañosera, Reinosa y Campóo». Un ejemplo de estas fortalezas puede encontrarse en el anteriormente citado castro de Peña Castillejo, y más al sur, el poblado (desaparecido) y baluarte de Peñas Negras, cuya importancia estratégica para asegurar el acceso al condado de Liébana le llevó a ser cabeza de alfoz. En cualquier caso, hay que hacer notar que estas aceifas o razias no eran campañas de conquista, sino de saqueo. Se llevaban a cabo durante los meses de verano, y aunque durante el reinado de Alfonso II el Casto disminuyeron en frecuencia e intensidad según avanzaba la Reconquista, se prolongaron hasta el siglo x.
Lo que sí ha quedado constatado es que por el collado de Somahoz pasaron los primeros repobladores de Castilla, los foramontanos, como queda referido en el Fuero de Brañosera, otorgado por Munio Núñez en el siglo ix.
Tras su llegada a España en 1517 procedente de Flandes, el emperador Carlos V atravesó esta sierra, y volvió a hacerlo en 1522, pernoctando en Brañosera cuando volvía de su viaje a Alemania e Inglaterra.
Mucho más tarde, y durante la Guerra Civil, en la sierra de Híjar se estableció el frente denominado sector alpino, fortificado con pequeños baluartes, casamatas y trincheras por el ejército republicano. En agosto de 1937 comienza la batalla de Santander, con la ofensiva de la 1.ª Brigada de Navarra, que rompe el frente por los portillos de Sel de la Fuente, Somahoz y Suano y embolsa a 6000 soldados republicanos.

## Economía

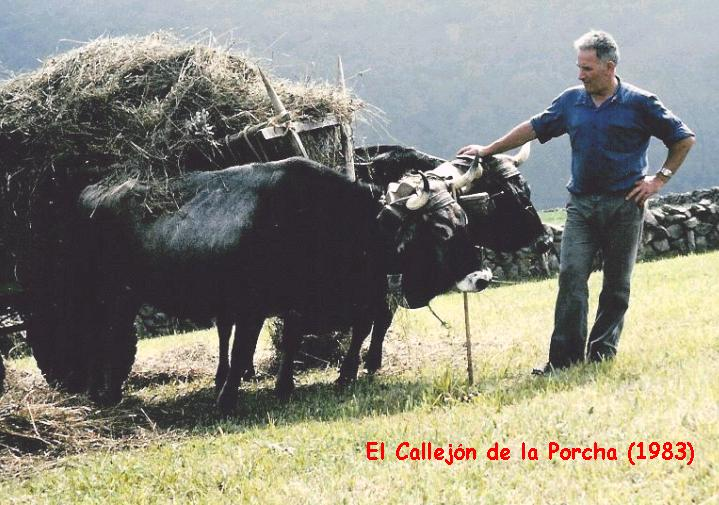
Vacas tudancas uncidas al carro, principal fuente de ingresos desde siempre de los campurrianos, dándoles fuerza motriz, carne y leche.

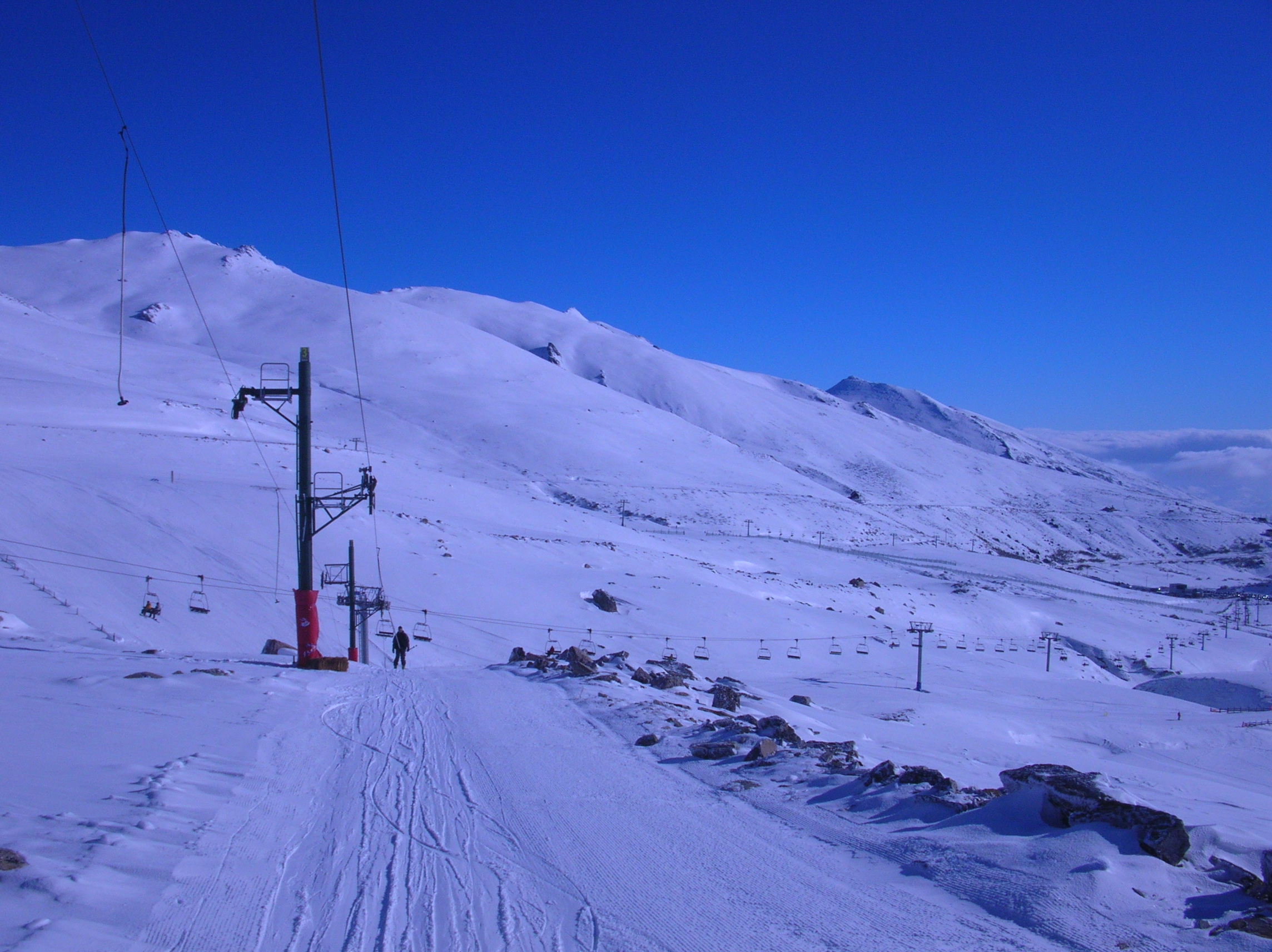
Estación invernal de Alto Campoo.

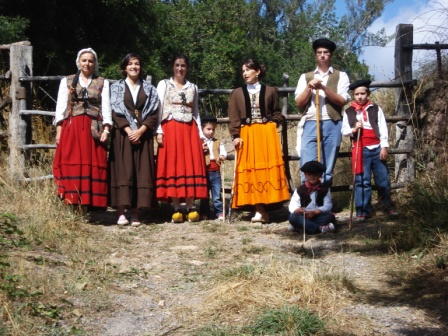
Trajes típicos campurrianos.

La principal actividad económica desarrollada en esta sierra tradicionalmente ha sido la explotación de sus pastos para la ganadería, y de sus bosques para la obtención de madera. El aprovechamiento de los ricos pastos ha sido motivo de disputa entre los vecinos de las diferentes localidades serranas. Hay documentación del siglo xiv en la que queda registrado este pleito en la vertiente S, entre los vecinos del Valle de los Redondos y Brañosera, y que es conocido como La Mojonera, y que en la actualidad es rememorado con una popular romería. Los pastos han sido aprovechados mayoritariamente por ganado vacuno y caballar, sujeto a una trashumancia parcial. Estos montes han sido también lugar de destino tradicional para las borregas, o los rebaños de ovejas procedentes de Extremadura y otras regiones meridionales, que con la trashumancia venían a buscar los frescos pastos estivales.
La vertiente sur ha sido explotada por la industria minera de extracción carbonífera desde que el párroco de Salcedillo encontró carbón cerca de Barruelo de Santullán en 1830. Fue esta zona de Barruelo, ya en el extremo sur de las estribaciones de Híjar, la que más rendimiento sacó, y la última en cerrar; el pozo hullero de Peragido, estuvo activo hasta 2005, y el pozo María del Carmen, cerca de Santa María de Redondo, estuvo extrayendo antracita hasta el año 2004. Las minas hulleras de Barruelo han sido consideradas como las más peligrosas de España, circunstancia que unida a la dificultad y altos costes de extracción, explica el declive de este sector industrial. Hay que mencionar por último, el grave impacto ambiental que producen estas explotaciones al contaminar ríos y acuíferos.
En las estribaciones palentinas de esta sierra se ha desarrollado desde finales del siglo xx una importante industria de obtención eléctrica mediante aerogeneradores. En el año 2010 ya había 30 molinos que generaban 20 megavatios. Pero estas instalaciones afectan gravemente la estética de una zona de incalculable valor paisajístico y con una biodiversidad tan sensible a la alteración del medio que producen estos artefactos.
Las fiestas tradicionales de los pueblos congregan a una multitud de visitantes de toda España. Entre ellas, las más populares son la de los Campanos (Abiada, el primer domingo de septiembre, en la que se celebra la bajada del ganado desde los puertos de verano, y la de la Virgen de Labra, en Naveda, patrona de la Hermandad de Campoo de Suso.
Desde mediados del siglo xx la industria turística y hotelera se ha desarrollado notablemente, con una considerable red de albergues rurales de las poblaciones serranas, y una estación invernal llamada Alto Campoo. Esta industria ha crecido junto al incremento de demanda de servicios para el ocio y el deporte, principalmente para el montañismo en todas sus modalidades.

## Accesos y distancias
El punto de internamiento en esta sierra más frecuentado está en Alto Campoo, a donde se puede llegar por la carretera CA-183 que sale de Reinosa, a 23 kilómetros de distancia. En la vertiente palentina, la mejor aproximación puede hacerse desde el Golobar, a donde se llega por una pista de 6 kilómetros que parte de la carretera CL-810 a 2 kilómetros de Brañosera.
Brañosera está a 80 kilómetros por carretera de Santander, a 115 de Palencia, a 190 de Bilbao, a 362 de Madrid, a 735 de Barcelona, y a 780 de Sevilla. Reinosa está a 64 kilómetros por carretera de Santander, a 125 de Palencia, a 165 de Bilbao, a 380 de Madrid, a 753 de Barcelona, y a 760 de Sevilla. La estación de ferrocarril más cercana es la de Reinosa, y el aeropuerto, el de Santander.